# Storia dell'automobilismo (1897)

## L'annata 1897: diario e tabelle

### Il diario
| Gli avvenimenti 1897 | Gli avvenimenti 1897 |
| Mese                 | Avvenimento |
| -------------------- | --- |
| gennaio              | Preannunciata il 31 ottobre dell'anno precedente, la prima corsa per veicoli a motore di questo 1897 aveva luogo in Francia, in Costa Azzurra. Volendosi correre in gennaio, la scelta non poteva che cadere su queste località dal clima particolarmente mite. Il percorso originariamente previsto era Marsiglia, Fréjus, Nizza, La Turbie, Montecarlo, ma alla fine si decideva di porre il traguardo finale a La Turbie, onde evitare che i concorrenti dovessero affrontare in corsa la pericolosa discesa che da La Turbie scendeva a precipizio su Montecarlo. La gara era divisa in tre frazioni: Marsiglia-Frejus, Frejus-Nizza e Nizza-La Turbie, da disputarsi tra venerdì 29 e domenica 31 gennaio. La terza tappa, consistente nei 17 chilometri della salita de La Turbie, rappresenta dunque la prima corsa in salita (o cronoscalata che dir si voglia) della storia delle corse automobilistiche. Alla gara partecipavano 38 concorrenti, in due categorie: tricicli (10 in tutto) e veicoli a 4 ruote (28, di cui 2 a vapore). La prima tappa era appannaggio del grosso De Dion a vapore del Conte De Chasseloup. Laubat, che precedeva la Panhard & Levassor 8 hp di Prévost, la Peugeot 6 hp di Lemaitre e, a seguire, altre 3 Panhard & Levassor e 2 Peugeot. Solo 9º il migliore dei tricicli, il De Dion-Bouton di Chesnay, che precedeva il triciclo/tandem Léon Bollée di De Soulier. Il secondo break De Dion-Bouton a vapore, condotto da Pary, era invece in difficoltà e giungeva a Frejus con quasi 3 ore di ritardo. La seconda frazione, assai breve, vedeva il notevole recupero di Pary, che si aggiudicava la tappa e risaliva al 14º posto assoluto. Malgrado alcune noie al ponte posteriore del suo break a vapore, il Conte De Chasseloup. Laubat riusciva comunque a mantenere il primato nella classifica generale per somma di tempi. Domenica 31 gennaio, i 31 superstiti affrontavano, in una giornata fredda, la salita de La Turbie. Ancora una volta erano i due De Dion-Bouton a vapore a spiccare i tempi migliori: 31'50" per Pary, 37'55" per De Chasseloup Laubat. Solo due tricicli De Dion-Bouton riescono a mantenersi sotto la barriera dei 40' (Mouter in 39'08" e Marcellin in 39'28"), mentre la più veloce tra le vetture a benzina era la Peugeot di Lemaitre, che segnava l'8º tempo (52'55"). La classifica finale generale assoluta vedeva dunque, alle spalle del vincitore Conte De Chasseloup Laubat e del suo grosso veicolo a vapore De Dion-Bouton, Lemaitre al 2º posto (Peugeot), Prévost (Panhard & Levassor) al 3º, De Knyff (Panhard & Levassor) al 4º, Chesnay (triciclo De Dion-Bouton) al 5º. Il secondo De Dion-Bouton a vapore, quello di Pary (che recava a bordo André Michelin), riusciva a conquistare l'8º posto. Trionfo del vapore, dunque: un veicolo a vapore coglieva la vittoria assoluta, veicoli a vapore si aggiudicavano tutte e tre le tappe, un veicolo a vapore (per la cronaca quello vittorioso del Conte De Chasseloup) raggiungeva la massima velocità lungo il tratto pianeggiante di 5 chilometri tra Ollioules e Toulon, dove impiegava, secondo il respondo dei cronometristi, meno di 6 minuti, realizzando una velocità media di circa 52 km/h. |
| marzo                | Un nuovo modo di gareggiare, mediante un confronto diretto "testa a testa", veniva inaugurato lunedì 1º marzo da due "triciclisti", Fernand Charron e Morin. Per l'originale sfida i due, di comune accordo, optavano per il tragitto Parigi-Versailles e ritorno. Morin si trovava col motore grippato e doveva compiere gran parte del tragitto di ritorno senza l'ausilio del motore, con la sola forza delle sue gambe. Naturalmente il match andava a Charron, che impiegava, tra andare e tornare, 52 minuti: Morin giungeva, comprensibilmente affaticato, 10 minuti dopo. Il 16 marzo, a Milano, si costituiva il primo sodalizio automobilistico italiano, denominato " Club Automobilisti italiani" |
| aprile               | Sabato 3 aprile si svolgeva una gara per motocicli (peso fino a 200 kg) lungo i 60 chilometri da Puget-Théniers a Nizza, andata al mattino e ritorno al pomeriggio. Solo 9 i concorrenti in gara. Tanto all'andata quanto al ritorno, i più veloci erano Garin e Nicodémi, alla guida degli ormai celebri tricicli De Dion-Bouton Per i cosiddetti "motociclisti", un importante appuntamento era fissato per domenica 4 aprile a Montgeron, alla periferia di Parigi, località dalla quale prendeva il via il Criterium des motocycles, una prova su un percorso di 100 chilometri (50 km all'andata, da Montgeron ad Ozoir La Ferrière, altrettanti ovviamente al ritorno). Questo "criterium" era considerata un sorta di prova per il conseguimento di record sui "cento chilometri su strada". La battaglia per le prime posizioni era subito aspra e combattuta: erano soprattutto Charron e Mouter a lottare fianco a fianco in testa alla corsa. A metà percorso Charron aveva un vantaggio di meno di un minuto sull'avversario. In terza posizione marciava intanto velocemente Faray, che però doveva guardarsi le spalle da uno scatenatissimo Viet il quale, dopo un inizio in sordina stava rinvenendo fortissimo. Negli ultimi venti chilometri, Viet sferrava un attacco poderoso ai due che lo precedevano e, dopo aver sorpassato con estrema facilità Mouter, si lanciava all'inseguimento di Charron: quest'ultimo, anche perché costretto a fermarsi per qualche minuto per provvedere all'ingrassaggio del suo veicolo, veniva raggiunto proprio in vista del traguardo. Viet si aggiudicava la corsa, Charron doveva accontentarsi della piazza d'onore per un solo quinto di secondo. Terzo, molto più staccato, era Mouter. Feray, dopo un brillante inizio, si vedeva sopravanzare anche da Girardot e si classificava così in quinta posizione. Le migliori prestazioni ottenute sulle distanze di 50 e di 100 chilometri, erano rispettivamente ottenute da Charron (50 km in 1 ora 32'40", media km/h 32,374) e da Viet (100 km in tre ore 09'40"4/5, media km/h 31,729) Il 14 aprile 1897 l'intero mondo automobilistico apprendeva con sgomento la notizia della morte di Émile Levassor, sopravvenuta per le conseguenze del grave incidente di cui il grande pioniere francese era rimasto vittima durante la disputa della Parigi-Marsiglia-Parigi nel settembre 1896. Nato nel 1843 a Marolles-en-Hurefoix, a Levassor andava riconosciuto il merito di aver fondato una delle prime fabbriche automobilistiche del mondo intero. Non potevano naturalmente essere dimenticati anche gli ottimi risultati ottenuti da Émile Levassor nelle sole tre corse alle quali aveva potuto partecipare: 5º nella Parigi-Rouen 1894, 1º assoluto alla Parigi-Bordeaux-Parigi 1895 e primo in classifica, fino al momento dell'incidente, alla Parigi-Marsiglia-Parigi 1896. La terza manifestazione francese di questo aprile 1897 si svolgeva il 25 al velodromo del Prado di Marsiglia. Si trattava di una corsa per motocicli, ed era la prima nella storia ad articolarsi in due "serie" eliminatorie ed una prova "finale". Nella prima "serie" si affermava Roche, nella seconda Marcellin. I due si affrontavano nella "finale", alla quale partecipava anche una vetturetta, condotta da Guillard: malgrado a quest'ultima fosse stato accordato un intero giro di pista di vantaggio, Marcellin riusciva a recuperare l'handicap ed a vincere, impresa che non riusciva invece a Roche, che si classificava terzo. |
| maggio               | Nel giorno del « Memorial Day », il 30 maggio, la pista in terra battuta di Glenville a Cleveland (Ohio, Stati Uniti d'America) ospitava una corsa automobilistica nella quale si metteva in luce una nuova vettura americana, la Winton. Condotta dal suo costruttore, Alexandre Winton, la vettura riusciva a compiere un giro di pista, pari ad un miglio, in 1'48" alla bella media di 53,644 chilometri all'ora. Winton, un ingegnere navale scozzese trasferitosi negli Stati Uniti una ventina di anni prima, dopo aver fondato, proprio a Cleveland, una fabbrica di biciclette era da poco passato alla costruzione automobilistica Il 31 maggio, a Meulan, si teneva la seconda edizione del Raduno organizzato dall'Automobile Club de France, cui partecipavano 38 tra vetture e tricicli (18 Panhard & Levassor, 8 Peugeot, 6 De Dion-Bouton, 2 Delahaye, 2 Léon Bollée, 1 Georges Richard, 1 Mors). |
| giugno               | Il Concorso indetto dal giornale inglese "L'Engineer" per martedì 1º giugno si risolveva in un fiasco clamoroso. Malgrado l'impegno degli organizzatori e la interessante formula del regolamento (che prevedeva una classifica di merito in funzione delle qualità e delle prestazioni delle macchine), il concorso non aveva luogo per la eccessiva scarsità di partecipanti. Su 70 iscritti, solo 7 si presentavano al Crystal Palace di Londra dove era fissata la partenza. E il concorso veniva annullato. 11 giugno 1897: un'altra data da ricordare negli annali del motorismo. In quella giornata, un venerdì, veniva disputato il Championnat des chauffeuses, cioè la prima corsa al mondo riservata alle dame alla guida di veicoli a motore (nella fattispecie i tricicli muniti di motore a petrolio). Otto le ardite "guidatrici" che si presentavano, tutte in sella ai diffusissimi tricicli a motore De Dion-Bouton. Il programma prevedeva tre serie eliminatorie ed una prova finale disputata dalle tre concorrenti affermatesi nelle prime tre prove. La prima corsa era vinta da Léa Lemoine, la seconda andava alla Bossu, la terza, con due sole dame in gara, vedeva la vittoria della De Grandval. L'andamento di questa "finale" rispettava le previsioni degli intenditori: vittoria schiacciante della Lemoine, mai impensierita dalle sue avversarie, le quali comunque lottavano strenuamente tra loro sorpassandosi più volte vicendevolmente: alla fine prevaleva la De Grandval, che precedva di una cinquantina di metri la Bossu. Rimarchevole il tempo ottenuto dalla Lemoine al secondo giro: 5'03"3/5, media km/h 41,501, che (ovviamente) rappresentava la velocità- record per le "dame motorizzate Domenica 23 giugno aveva luogo la I Coupe des Motocycles: la gara veniva effettuata lungo i 10 chilometri compresi tra i cippi chilometrici 24 e 34 della strada tra Saint-Germain ed Ecquevilly, 5 volte, avanti e indietro. Era dunque la prima corsa a disputarsi su di un circuito stradale. In questo modo, inoltre, la distanza complessiva raggiungeva esattamente i 100 chilometri, il che, oltretutto, consentiva al vincitore di battersi per eventualmente migliorare il "record" su tale distanza, appartenente a Viet a 31,730 km/h di media oraria. Tra le pieghe del regolamento, da segnalare quella che faceva divieto ai concorrenti di rifornirsi di carburante più di una volta durante il percorso, una specie di formula a limitazione del consumo "ante litteram". Alla gara non mancava neppure la presenza femminile, dal momento che al "via" si presentava anche la signorina Lea Lemoine, reduce dalla vittoria nel Championnat des chauffeuses che si era svolto appena nove giorni prima. E qui un'altra "primizia": la prima partecipazione femminile ad una corsa motoristica non riservata al gentil sesso, quindi con l'inevitabile confronto con i conduttori di sesso maschile. Pochi minuti prima delle 9, i 21 concorrenti venivano fatti allineare, a file di tre, in base al numero progressivo d'iscrizione: unica eccezione il biciclo numero 11 che, per motivi di sicurezza, veniva fatto partire in ultima posizione, da solo. Dopo la sfuriata iniziale del Conte De Chasseloup Laubat, che partiva di gran carriera, assumeva il comando della gara ma, probabilmente per aver forzato eccessivamente, era presto costretto al ritiro dal grippaggio del motore, la testa della corsa passava nelle mani di Léon Bollée, il quale, con la sua eccellente vetturetta, non lasciava più questa posizione e finiva per vincere abbastanza facilmente. Da segnalare il brillante ed inaspettato inserimento alla piazza d'onore del biciclo Wolfmuller e la indimenticabile performance della signorina Lemoine, quinta assoluta e - va sottolineato - prima al traguardo tra i concorrenti alla guida di normali tricicli. Léon Bollée percorreva i 100 chilometri in due ore 46'47" alla media di km/h 35,974, una prestazione che rappresentava il nuovo record per motocicli su questa distanza. Anche il giro più veloce era appannaggio di Léon Bollée, che compiva il secondo giro in 30'41" alla media di km/h 39,109. Un'ultima curiosità: per la prima volta, un concorrente si iscriveva senza palesare le generalità, sotto lo pseudonimo di "Wolff": l'anonimo competitore conquisterà un sesto posto tutto sommato modesto, alle spalle della Lemoine. |
| luglio               | Il 18 luglio 1897 si inaugurava il velodromo parigino al Parc des Princes. Il programma includeva anche una manifestazione riservata ai veicoli a motore. Aperta a qualsiasi veicolo "monoposto" munito di tre o 4 ruote, di 1 o 2 motori (con o senza pedali ausiliari) e di peso fino a 200 kg, la prova si articolava su una serie di corse ad inseguimento (ciascuna con due soli partecipanti) ed una gara finale "in linea" da disputarsi tra i concorrenti affermatisi nelle varie manches. Nelle tre corse ad inseguimento si affermavano: il biciclo di Rivierre (ammesso a correre per… far numero), il triciclo di Henry Fournier e quello di Lamberjack. Fuori gara il biciclo, la corsa finale vedeva ancora in lizza due soli contendenti: Henry Fournier e Lamberjack. Ad un avvio più spedito di Fournier si contrapponeva la successiva rimonta di Lamberjack, che, giro dopo giro, avvicinava l'avversario fino ad affiancarlo ed a precederlo al traguardo. Ottimo il riscontro cronometrico del biciclo (a motore De Dion-Bouton) di Rivierre: 5'52"3/5 (media 40,839 km/h) sui 4 chilometri e 57"3/5 (41,667 km/h) nel giro più veloce. Una delle corse più importanti di questo 1897 era senza dubbio la Parigi-Dieppe. La gara (che si correva sabato 24 luglio, lungo i 171 chilometri che separavano le due città) ammetteva al via veicoli di ogni tipo, ripartiti in quattro classi: i partecipanti effettivi erano 59, ripartiti in tre bicicli, 13 tricicli, 8 vetturette e 35 vetture. Significativo il fatto che la ormai celebre Michelin avesse installato a Beauvais un deposito di pneumatici e camere d'aria, per fornire un eccellente servizio ai numerosi clienti che, a ragion veduta, pensava di avere in gara. In testa si portavano subito le piccole Léon Bollée: a Beauvais, il Visconte De Soulier era primo con 11 minuti di vantaggio sul compagno di marca, Jamin, mentre al terzo posto era la Amédée Bollée portata in gara dal costruttore, la quale però recuperava brillantemente e, grazie anche al ritiro del De Soulier (dovuto allo scoppio di uno pneumatico) veniva data per prima assoluta al controllo di Gournay. Ma la velocissima marcia di Amédée Bollée, che avrebbe potuto condurlo alla vittoria, si interrompeva bruscamente ad Arques-La-Bataille, quando mancavano appena 4 chilometri al traguardo: il motore ammutoliva, una valvola era fuori uso. Amédée Bollée ed il suo compagno di viaggio, decidevano di proseguire a forza di braccia e, a costo di una immane fatica, riuscivano a spingere la vettura sino a Dieppe, ed a classificarsi ancora al 15º posto della graduatoria generale, a poco più di 1 ora dal primo. La vittoria andava così a Jamin che impiegava 4 ore, 13 minuti e 33 secondi per coprire i 171 chilometri del percorso, alla velocità media di 40,465 km/h. Ottimo secondo si piazzava il Conte De Dion col suo sempre competitivo veicolo a vapore. Terza e quarta eramp due Panhard & Levassor 6 hp (Hourgières, primo delle vetture a due posti, e Charron) quinta ancora una vetturetta Léon Bollée (pilotata da Pellier) e sesto il primo dei tricicli De Dion-Bouton (condotto da Bertrand). Ma la macchina che più di ogni altra aveva impressionato favorevolmente era la Amédée Bollée, che avrebbe potuto benissimo aggiudicarsi la corsa (lo avrebbe meritato) se la sfortuna non l'avesse bersagliata quando ormai Dieppe era dietro l'angolo. Alexandre Winton, alla guida di una sua vettura con motore bicilindrico, compiva il non certo agevole tragitto da Cleveland (Ohio) a New York in circa dieci giorni, dal 28 luglio al 7 agosto, per un tempo effettivo di guida di 78 ore e 43 minuti: un buon risultato, date le precarie condizioni delle strade. |
| agosto               | Il 10 agosto 1897 a Londra veniva fondato - su iniziativa di Frederick R. Simms - l'Automobile Club of Great Britain abd Ireland. Sabato 14 agosto, in piena stagione balneare, veniva disputata una delle ultime corse di un certo rilievo di questo 1897, la Parigi-Trouville (km 173,500). Erano in gara i soliti motocicli (fino a 200 kg) e le vetture, che dovevano però essere occupate da almeno due persone. L'andamento della gara era piuttosto lineare, senza grossi colpi di scena, anche se molti concorrenti spiccavano tempi assai vicini e i distacchi erano, in genere, molto contenuti. La corsa era vinta - o per meglio dire dominata - da Paul Jamin, il quale bissava il successo ottenuto alla Parigi-Dieppe meno di un mese prima e realizzava la strabiliante media oraria di 45,471 km/h. Secondo nella graduatoria generale ma primo tra le vetture, si classificava Gilles Hourgières con la Panhard & Levassor 6 hp, terzo era Lemaitre (Peugeot 6 hp), quarto il Conte Albert De Dion con il suo veicolo a vapore da 18/20 hp, sempre in bella evidenza (e più veloce - 39,074 km/h di media - tra tutti coloro che disponevano di vetture a 4 posti occupati). Una ennesima corsa riservata ai motocicli si correva il 22 agosto su 210 chilometri, da Chatou (Parigi) a Cabourg. In questa occasione, per la prima volta tutti i veicoli in gara (tricicli nella fattispecie) venivano avviati "in gruppo", tutti assieme. Originariamente la manifestazione doveva essere riservata ai soci del Vélo Club des Tuileries. All'ultimo momento, nel tentativo di sollevare la situazione, gli organizzatori decidevano di accettare anche concorrenti che non fossero soci, ma la situazione non migliorava di molto, visto che alla fine alla partenza da Chatou si contavano soltanto 11 tricicli. Primo a presentarsi al traguardo d'arrivo era Bertrand. Cinque minuti dopo giungeva Bardin, al quale veniva poi assegnata la vittoria in quanto Bertrand subiva la squalifica per aver "saltato" il controllo di Evreux, lungo il percorso. Domenica 22 e lunedì 23 agosto, soltanto diciassette veicoli (9 vetture, 2 vetturette Léon Bollée, 5 tricicli ed 1 biciclo) partecipavano alla Lione-Uriage-Lione, una corsa di 300 chilometri in due tappe. La difficoltà del percorso della prima tappa si facevano subito sentire ed i ritiri fioccavano. Grazie alla loro leggerezza ed alla possibilità dei loro piloti di aiutarsi con i pedali, i tricicli marciavano più velocemente delle vetture e la classifica della prima tappa (Lione-Uriage) vedeva due tricicli in vetta alla classifica (1º Gibert, 2º Jacquemin), seguiti a distanza (una mezz'ora) dalla prima tra le vetture, che (un po' a sorpresa) era la Rochet Schneider di Rochet. La seconda giornata segnava la riscossa delle vetture, ed in particolare dell'unica Panhard & Levassor in gara (condotta da Giraud), che si aggiudicava la tappa con largo margine su tutti gli avversari ma che ciononostante riusciva a recuperare soltanto 3 posizioni, risalendo dal 6º al 3º posto. La vittoria nella classifica generale assoluta andava a Jacquemin, il quale, pur essendosi classificato al 2º posto in entrambe le tappe, in base alla somma dei tempi batteva tutti gli avversari. La classifica finale era dunque: 1º Jacquemin, 2º Gibert, 3º Giraud. |
| settembre            | Dopo la Torino-Asti-Torino del 1895, nessun'altra gara per veicoli a motore era stata più organizzata sul territorio italiano: la prolungata astinenza si interrompeva domenica 12 settembre 1897, giorno in cui si disputava una corsa di 35 chilometri lungo le pessime strade che costeggiavano il Lago Maggiore, da Arona a Stresa e ritorno. Alla partenza si presentavano in 10: 4 vetture, 2 tricicli e 4 bicicletti. Lotta in famiglia sia nella categoria vetture (dove tutti disponevano di macchine di marca Benz) sia nella categoria tricicli (2 De Dion-Bouton), sia infine tra i bicicletti (tutti Hildebrand-Wolfmuller). Un violento temporale investiva i concorrenti subito dopo la partenza. Tutti ovviamente ne risentivano, ma erano soprattutto i "biciclisti" a soffrire di più, al punto che 2 di loro si fermavano a Stresa, gli altri 2 a Belgirate, cosicché nessuno di loro tagliava il traguardo finale. Alla fine, il miglior tempo risultava quello spiccato da Giuseppe Cobianchi, di Omegna, su vettura Benz: 1 ora e 34 minuti, pari ad una velocità media di 22,340 km/h. Seconda, ma staccata di una mezz'ora, un'altra Benz (condotta da Oreste Fraschini, altro nome destinato a incidere nella storia dell'automobile italiana), terzo il migliore dei tricicli, cavalcato da Massimo Ricordi. Domenica 19 settembre, il tratto di 100 km (da Montgeron ad Ozoir-La Ferriére e ritorno) era teatro di due corse minori: la prima, svoltasi nella mattinata, era vinta da Leonce Girardot con la sua vetturetta Léon Bollée, la seconda, nel primo pomeriggio, era invece appannaggio del triciclo Clément-De Dion Bouton di Clovis Bertrand. La classifica finale, che prendeva in considerazione le prestazioni dei concorrenti di entrambe le corse, vedeva 1º Girardot, 2º Bertrand, 3º Bardin. Di rilievo la prestazione di Girardot (100 chilometri percorsi in due ore 44 minuti e 37 secondi e 1/5) che rappresentava il record assoluto su tale distanza, per qualsiasi tipo di veicolo. 30 settembre 1897: nasceva il primo "Club" automobilistico tedesco, in quel di Berlino. La denominazione ufficiale era "Mitteleuropaische Motorwagen-verein" |
| ottobre              | Ultima corsa dell'anno, la Carcassonne-Béziers di 83 km. La gara, che si svolgeva domenica 17 ottobre, aveva un andamento decisamente fiacco e poco esaltante. La vittoria andava al triciclo De Dion-Bouton di Cassabel, davanti alla Panhard & Levassor di Plancard, alle Peugeot di Soulet e di Pecq ed alla vetturetta Léon Bollée di Roucairos. |

### Le tabelle
| Le Corse 1897 | Le Corse 1897 | Le Corse 1897 | Le Corse 1897    | Le Corse 1897 | Le Corse 1897               | Le Corse 1897                   | Le Corse 1897       | Le Corse 1897   | Le Corse 1897 |
| Corsa | Nazione       | Rilevanza     | Data svolgimento | Percorso (km) | Pilota vincente             | Vettura vincente                | Tipo di propulsione | Tempo impiegato | Media (km/h)  |
| --- | ------------- | ------------- | ---------------- | ------------- | --------------------------- | ------------------------------- | ------------------- | --------------- | ------------- |
| Marsiglia-Nizza-Montecarlo | F             | **            | 29/31-01         | 240,000       | De Chasseloup Laubat Gaston | De Dion-Bouton 18 hp "break"    | Vapore              | 7h45'09"-       | 30,957        |
| Nizza-Pugét Théniers-Nizza | F             | *             | 03-04            | 120,000(a)    | Garin                       | De Dion-Bouton 1 hp triciclo    | Petrolio            | 4h13'30"-       | 28,402(a)     |
| Criterium des motocycles | F             | *             | 04-04            | 100,000       | Viet                        | De Dion-Bouton triciclo         | Petrolio            | 3h09'05"4/5     | 31,730        |
| Marsiglia, velodromo | F             | *             | 25-04            | 2,100         | Marcellin J.A.              | De Dion-Bouton triciclo         | Petrolio            | N.D.            | N.D.          |
| Cleveland, su pista | USA           | *             | 30-05            | N.D.          | Winton Alexandre(b)         | Winton 10/12 hp(b)              | Petrolio(b)         | N.D.            | N.D.          |
| Longchamp, Championnat des chauffeuses | F             | *             | 11-06            | 7,000         | Lemoine Lea                 | De Dion-Bouton triciclo         | Petrolio            | 10'47"4/5       | 38,900        |
| Coupe des motocycles | F             | *             | 20-06            | 100,000       | Bollée Léon                 | Léon Bollée vetturetta          | Petrolio            | 2h46'47"-       | 35,974        |
| Parigi, Parc des Princes, velodromo | F             | *             | 18-07            | 4,000         | Lamberjack Emile            | De Dion-Bouton triciclo         | Petrolio            | 06'20"2/5       | 37,854        |
| Parigi-Dieppe | F             | **            | 24-07            | 171,000       | Jamin Paul                  | Léon Bollée 3 hp vetturetta     | Petrolio            | 4h13'33"-       | 40,465        |
| Parigi-Trouville | F             | **            | 14-08            | 173,500       | Jamin Paul                  | Léon Bollée 3 hp vetturetta     | Petrolio            | 3h48'56"-       | 45,471        |
| Parigi-Cabourg | F             | *             | 22-08            | 210,000       | Bardin G.                   | De Dion-Bouton 1,25 hp triciclo | Petrolio            | 6h32'10"-       | 32,129        |
| Lione-Uriage-Lione | F             | *             | 22/23-08         | 300,000       | Jacquemin                   | De Dion-Bouton triciclo         | Petrolio            | 10h28'19"-      | 28,647        |
| Arona-Stresa-Arona | I             | *             | 12-09            | 35,000        | Cobianchi Giuseppe          | Benz                            | Petrolio            | 1h34'00"-       | 22,340        |
| Montgeron-Ozoir La Ferriére-Montgeron | F             | *             | 19-09            | 100,000       | Girardot Léonce             | Léon Bollée 3 hp vetturetta     | Petrolio            | 2h44'37"1/5     | 36,447        |
| Carcassonne-Béziers | F             | *             | 17-10            | 83,000(c)     | Cassabel                    | De Dion Bouton triciclo         | Petrolio            | 02h45'00"(c)    | 30,181(c)     |
| Note:(a)il chilometraggio e, conseguentemente, la media oraria, sono approssimativi; (b)la vittoria di Winton è stimata, quindi il dato non è assolutamente certo; (c)il chilometraggio ed il tempo impiegato sono approssimativi, al pari, conseguentemente, della media oraria |               |               |                  |               |                             |                                 |                     |                 |               |

| Naturalmente, poiché questo sport era agli albori, ancora non erano nati i "Grand Prix" e quindi non esisteva ancora alcuna "Formula" internazionale di corsa. Come avvenuto negli anni precedenti, alle corse erano ammessi tutti i veicoli mossi da un qualsiasi sistema propulsivo che non fosse quello "animale", anche se ormai la maggior parte dei testi dei regolamenti francesi (i soli davvero completi) abbandonavano queste ormai ovvie diciture, limitandosi a stabilire se alla gara erano o meno ammessi motocicli e vetture. In generale, alle corse di questo 1897 (tutte francesi, tranne l'italica Arona-Stresa-Arona ed una misteriosa corsa su pista in terra battuta a Cleveland), erano ammessi tutti i veicoli a motore (motocicli e autovetture). Alcune corse, tuttavia, escludevano le autovetture, limitando la partecipazione ai soli motocicli. La categoria "motocicli" comprendeva non soltanto le vetturette ed i tricicli ma anche i bicicli muniti di motore: per far sì che i tricicli/vetturette Léon Bollée potessero rientrare nella categoria "motocicli", il limite di peso di questa categoria veniva portato da 150 a 200 chilogrammi (in genere, nel definire questo limite di peso, i regolamenti precisavano che esso andava inteso "a secco", quindi, oltreché senza persone a bordo, senza combustibile e senza l'eventuale acqua). Nella Parigi-Dieppe, la più importante del 1897, la categoria "vetture" prevedeva suddivisioni in classi, a seconda del numero dei passeggeri trasportati, mentre in altre corse importanti (Marsiglia-Nizza-Montecarlo, Parigi-Trouville) si imponeva la presenza a bordo di almeno due persone e si definiva anche il peso minimo delle stesse (in genere 140 – 150 kg, eventualmente da integrare con zavorra). Le partenze delle autovetture venivano date ad un concorrente per volta. Nel caso dei motocicli, invece, venivano sperimentate partenze con le più svariate modalità (ad uno, due o tre per volta, a gruppi ed anche in gruppo unico, con tutti i concorrenti che partivano contemporaneamente) Da notare che alla Coupe des Motocycles del 20 giugno 1897, per la prima volta il percorso di gara non era il consueto tracciato "in linea" (da città a città, con o senza ritorno alla località di partenza) ma su circuito stradale da ripetere "x" volte. Sempre in occasione della stessa Coupe des Motocycles - vinta peraltro da una vetturetta Bollée - veniva anche introdotta per la prima volta una norma che limitava le possibilità di rifornimento, di fatto introducendo una sorta di limitazione del consumo. |

| Il miglior pilota 1897                   | Il miglior pilota 1897 |
| Pilota                                   | Commento |
| ---------------------------------------- | --- |
| Hourgieres Gilles [Panhard & Levassor]   | Può essere considerato "miglior pilota" avendo ottenuto un 3º posto (2º tra le vetture) alla Parigi-Dieppe ed un 2º posto (1º tra le vetture) alla Parigi-Trouville.                            |
| Lemaitre Albert [Peugeot]                | Possiamo considerarlo a posto d'onore, a pari merito con De Dion Albert, vantando un 2º posto assoluto alla Marsiglia-Nizza-Montecarlo ed un 3º posto (2º tra le vetture) alla Parigi-Trouville |
| De Dion Albert [De Dion-Bouton a vapore] | Possiamo considerarlo al posto d'onore, a pari merito con Lemaitre Albert, avendo ottenuto un 2º posto (1º tra le vetture) a Dieppe e un 4º posto (3º tra le vetture) a Trouville               |
| Jamin Paul [Léon Bollée]                 | È sicuramente il miglior pilota nella categoria dei "triciclisti" essendosi aggiudicato due gare, la Parigi-Dieppe e la Parigi-Trouville                                                        |

| Caratteristiche delle principali vetture da corsa 1897 | Caratteristiche delle principali vetture da corsa 1897 | Caratteristiche delle principali vetture da corsa 1897 | Caratteristiche delle principali vetture da corsa 1897 | Caratteristiche delle principali vetture da corsa 1897 | Caratteristiche delle principali vetture da corsa 1897 | Caratteristiche delle principali vetture da corsa 1897 | Caratteristiche delle principali vetture da corsa 1897 | Caratteristiche delle principali vetture da corsa 1897 | Caratteristiche delle principali vetture da corsa 1897 | Caratteristiche delle principali vetture da corsa 1897 |
| ------------------------------------------------------ | ------------------------------------------------------ | ------------------------------------------------------ | ------------------------------------------------------ | ------------------------------------------------------ | ------------------------------------------------------ | ------------------------------------------------------ | ------------------------------------------------------ | ------------------------------------------------------ | --- | ------------------------------------------------------ |
| Marca                                                  | Nazione                                                | Modello                                                | Numero cilindri                                        | Cilindrata cm³                                         | Potenza max (hp)                                       | Giri/min                                               | Peso kg                                                | Vel. max km/h                                          | Note |                                                        |
| Amédée Bollée                                          | F                                                      | 6 hp                                                   | 2 orizzontali                                          | 2268 (95x160)                                          | 6 HP                                                   | ---                                                    | ---                                                    | ---                                                    | Motore con valvole d'aspirazione automatiche, di scarico comandate; accensione a tubo incandescente; cambio a 4 velocità, trasmissione a cinghia |                                                        |
| De Dion-Bouton(°)                                      | F                                                      | triciclo 1 hp                                          | 1 cilindro                                             | 198 (60x70)                                            | 1 HP                                                   | 1500 circa                                             | 75 circa                                               | 45-50                                                  | Motore raffreddato ad aria, accensione elettrica, telaio in tubi d'acciaio rinforzato; triciclo muinito di pedali ausiliari |                                                        |
| De Dion-Bouton(°)                                      | F                                                      | triciclo 1,25 hp                                       | 1 cilindro                                             | 211 (62x70)                                            | 1, 25 HP                                               | 1500 circa                                             | 75 circa                                               | circa 50                                               | Motore raffreddato ad aria, accensione elettrica, telaio in tubi d'acciaio rinforzato; triciclo munito di pedali ausiliari |                                                        |
| De Dion-Bouton-Trepardoux(°)                           | F                                                      | break                                                  | 2 opposti                                              | A vapore                                               | 18/20 HP                                               | ---                                                    | ---                                                    | oltre 50                                               | --- |                                                        |
| Delahaye                                               | F                                                      | 6 hp                                                   | 2 cilindri                                             | 2513 (100x160)                                         | 6 HP                                                   | oltre 500                                              | ---                                                    | ---                                                    | Motore posteriore raffreddato ad acqua (con pompa), accensione elettrica, trasmissione a cinghie (catene alle ruote), ruote a raggi in legno, telaio in tubi d'acciaio                                                                                           |                                                        |
| Georges Richard                                        | F                                                      | 4 hp                                                   | 2 cilindri orizzontali                                 | ---                                                    | 4 HP                                                   | 1200                                                   | ---                                                    | ---                                                    | Motore anteriore, con valvole d'aspirazione automatiche e valvole di scarico comandate, accensione elettrica; cambio a 3 rapporti; trasmissione a cinghia |                                                        |
| Léon Bollée                                            | F                                                      | Triciclo/vetturetta                                    | 1 cilindro                                             | 823 (85x145                                            | oltre 3 HP                                             | 1000 circa                                             | 180 circa                                              | oltre 50                                               | Motore raffreddato ad aria, con valvola d'aspirazione automatica, di scarico comandata; cambio a 3 velocità, trasmissione a cinghia, telaio in tubo d'acciaio, ruota motrice posteriore, ruote anteriori direttrici, assenza di sospensioni, pneumatici Michelin |                                                        |
| Mors                                                   | F                                                      | 5 hp                                                   | 2 cilindri orizzontali                                 | 847 (70x110)                                           | 5 HP                                                   | ---                                                    | ----                                                   | ---                                                    | Motore posteriore con valvole d'aspirazione automatiche ed accensione elettrica (magnete a bassa tensione); frizione metallica, cambio a 3 rapporti, trasmissione a cinghie (catene alle ruote); telaio in acciaio                                               |                                                        |
| Panhard & Levassor                                     | F                                                      | 6 hp                                                   | 2 cilindri                                             | 1654 (90x130)                                          | 6 HP                                                   | ---                                                    | ---                                                    | circa 50                                               | Valvole d'aspirazione automatiche, di scarico comandate;accensione a tubo di platino; motore raffreddato ad acqua, con radiatore tubolare posteriore; frizione a cono di cuoio, trasmissione alle ruote a catene                                                 |                                                        |
| Peugeot                                                | F                                                      | 6 hp                                                   | 2 cilindri                                             | 2184 (98x144,8)                                        | 6 HP                                                   | ---                                                    | ---                                                    | circa 50                                               | Valvole d'aspirazione automatiche, di scarico comandate; accensione a tubo di platino; frizione a cono di cuoio; telaio in acciaio; cambio a 4 velocità; trasmissione alle ruote a catene                                                                        |                                                        |
| Winton                                                 | USA                                                    | 10/12 hp                                               | 2 cilindri orizzontali                                 | ---                                                    | 10/12 HP                                               | ---                                                    | 820                                                    | oltre 50                                               | Motore posteriore; vettura a 6 posti dos-a.-dos |                                                        |

(°) De Dion-Bouton = De Dion, Bouton & C° - Priteaux (1896 - 1932) triciclo e vetturetta De Dion-Bouton-Trepardoux = De Dion, Bouton et Trepardoux - Parigi (1883 - 1897)
| In assenza di record ufficialmente riconosciuti, non resta che elencare le velocità medie orarie più elevate raggiunte in tre diverse "specialità", ovvero, # su pista (ippodromo, termine inglese normalmente utilizzato "dirt track") 1. su strada su lunga distanza (oltre 100 km) 2. su strada su breve distanza (fino a 100 km) Nel caso della pista in terra battuta, il "record" appartiene ad Alexandre Winton, il quale, con la vettura da lui stesso costruita, è stato cronometrato sulla distanza di 1 miglio, in 1'48", media 53,644 km/h. Questa è anche la più alta velocità in assoluto finora cronometrata per un veicolo a motore Per quanto concerne le corse su strada su lunga distanza, le migliori prestazioni sono: - per i motocicli: 45,471 km/h (Paul Jamin su triciclo/vetturetta Léon Bollée, alla Parigi-Trouville del 14 agosto 1897) - per le autovetture: 40,656 km/h (Hougiéres Gilles su Panhard & Levassor 6 hp, charrette 2 posti, alla Parigi-Trouville del 14 agosto 1897) Meno elevate le velocità raggiunte su percorsi fino a 100 chilometri; questo il dettaglio: - per i motocicli: 39,109 km/h (Bollée Léon su triciclo/vetturetta Léon Bollée, nel secondo giro (20 km) della Coupe des Motocycles del 20 giugno 1897) - per le autovetture: 36,839 km/h (Pary su De Dion-Bouton 15 hp a vapore, nella seconda tappa della Marsiglia-Nizza-Montecarlo, la Fréjus-Nizza, il 30 gennaio 1897) Per completezza, occorre ancora segnalare che, nel corso della Marsiglia-Nizza-Montecarlo, secondo un cronometraggio semi-ufficiale, il De Dion-Bouton da 18 hp del Conte Gaston De Chasseloup Laubat avrebbe compiuto il tratto pianeggiante di 5 chilometri tra Ollioules e Toulon in meno di 6 minuti, realizzando una velocità media di circa 52 km/h. |

## Approfondimento

### La Marsiglia-Nizza-La Turbie
| Marsiglia-Nizza-Montecarlo 1897 | |
| Codice | 00020.1897 |
| Nazione | Francia |
| Località | Marsiglia (Place Castellane) |
| Data | da venerdì 29 a domenica 31 gennaio 1897 |
| Tipo gara | corsa di velocità su strada, in tre tappe |
| Percorso | - Prima tappa: Marsiglia (Place Castellane), Aubagne, Cuges, Le Beausset, Ollioules, Tolone, La Garde, Hyéres, Cogolin, S. Maxime, Frejus, di km 155,000 - Seconda tappa: Frejus, Les Adrets, Cannes, Antibes, Cagnes,Nice, di km 68,000 - Terza tappa: salita Nice-La Turbie, di km 17,000 - Percorso complessivo km 240,000 |
| Veicoli ammessi veicoli azionati da un sistema propulsivo meccanico, ripartiti in due classi: - veicoli a 4 ruote ad almeno due posti affiancati, occupati da almeno 2 persone (o 1 persona + 75 kg di zavorra) (Classe I) - motocicli, ovvero veicoli a meno di quattro ruote (Classe II) | |
| Partiti | 38 (36 a petrolio/benzina e 2 a vapore), di cui 28 (26 a petrolio/benzina e 2 a vapore) della I categoria e 10 (tutti a petrolio/benzina) della II categoria |
| Arrivati | 31 (29 a petrolio/benzina e 2 a vapore), di cui 24 (22 a petrolio/benzina e 2 a vapore) della I categoria e 7 (tutti a petrolio/benzina) della II categoria |
| Ritirati | 7 (tutti a petrolio/benzina), di cui 4 (tutti a petrolio/benzina) della I categoria e 3 (tutti a petrolio/benzina) della II categoria |
| Incidenti Nel corso della gara si verifica un solo incidente di un certo rilievo - (prima tappa) la vettura n 45 condotta da Charron Fernand, nella discesa verso Le Beausset, sbanda in curva, gira su sé stessa e scaglia Gugoltz, il meccanico, sul selciato; Charron rimane dentro la vettura e, pur riportando leggere ferite alle braccia, prosegue la corsa. | |
| Priorità e curiosità: - Nell'ambito di questa gara a tappe, si disputa la prima corsa in salita mai organizzata al mondo: la terza tappa (Nice-La Turbie) altri non è, infatti, se non una vera e propria cronoscalata | |
| Classifica generale assoluta: 1. (n 73) De Chasseloup Laubat Gaston [De Dion-Bouton-Trepardoux,18 hp, break, a vapore] 7 ore 45'09", media km/h 30,957 2. (n 21) Lemaitre Albert [Peugeot, 6 hp, a petrolio] 8 ore 07'27" (distacco 22'18") 3. (n 39) Prévost Georges [Panhard & Levassor, 8 hp, phaeton, a petrolio] 8 ore 26'58" (distacco 41'49") 4. (n 17) De Knyff René [Panhard & Levassor, 6 hp, a petrolio] 9 ore 05'14" (distacco 1 ora 20'05") 5. (n 22) Chesnay Emile [De Dion-Bouton, 1 hp, triciclo 1 posto, a petrolio] 9 ore 23'36" (distacco 1 ora 38'27") 6. (n 51) Giraud Etienne [Panhard & Levassor, 4 hp, a petrolio] 9 ore 24'23" (distacco 1 ora 39'14") 7. (n 14) Marcellin J.A. [De Dion-Bouton, 1 hp, triciclo 1 posto, a petrolio] 9 ore 40'53" (distacco 1 ora 55'44") 8. (n 25) Pary [De Dion-Bouton-Trepardoux, 15 hp, break, a vapore] 9 ore 46'35" (distacco 2 ore 01'26") 9. (n 7) Gautier Albert [Peugeot, 4 hp, a petrolio] 9 ore 47'12" (distacco 2 ore 02'03") 10. (n 28) De Soulier [Léon Bollée, 3 hp, triciclo/tandem, a petrolio] 9 ore 48'18" (distacco 2 ore 03'09") 11. (n 49) Peugeot Henry [Peugeot, 4 hp, vis-a-vis, a petrolio] 9 ore 48'42" (distacco 2 ore 03'33") 12. (n 1) Leveilley Théophile [Panhard & Levassor, 6 hp, a petrolio] 10 ore 10'24" (distacco 2 ore 25'15") 13. (n 24) Mouter Pierre [De Dion-Bouton, 1,25 hp, triciclo 1 posto, a petrolio] 10 ore 13'31" (distacco 2 ore 28'22") 14. (n 6) Cabassus Fernand [De Dion-Bouton, 1 hp, triciclo 1 posto, a petrolio] 10 ore 33'15" (distacco 2 ore 48'06") 15. (n 4) Rivierre Gaston [De Dion-Bouton, 1 hp, triciclo 1 posto, a petrolio] 10 ore 34'57" (distacco 2 ore 49'48") 16. (n 44) Chauchard Paul/Nicodemi [De Dion-Bouton, 1 hp, triciclo/tandem 2 posti, a petrolio] 10 ore 35'30" (distacco 2 ore 50'21") 17. (n 35) Bruninghaus [Panhard & Levassor, 6 hp, a petrolio] 10 ore 40'12" (distacco 2 ore 55'03") 18. (n 79) Egrevi [Landry et Beyroux, 5,5 hp, a petrolio] 11 ore 52'06" (distacco 4 ore 06'57") 19. (n 37) Cahen Marcel [Peugeot, 4 hp, vis-a-vis, a petrolio] 11 ore 56'05" (distacco 4 ore 10'56") 20. (n 57) Peter Albert [Peugeot, 3,5 hp, a petrolio] 11 ore 58'58" (distacco 4 ore 13'49") 21. (n 43) Beauvais [Peugeot, 2,5 hp, a petrolio] 12 ore 24'55" (distacco 4 ore 39'46") 22. (n 41) Sibilat [Panhard & Levassor, 4 hp, a petrolio] 12 ore 49'59" (distacco 5 ore 04'50") 23. (n 83) Courtois Daniel [Parisienne-Benz, 3 hp, a petrolio] 12 ore 50'40" (distacco 5 ore 05'31") 24. (n 23) Petrus [Peugeot, 3,5 hp, a petrolio] 13 ore 20'29" (distacco 5 ore 35'20") 25. (n 3) Millaud Gaston [Peugeot, 4 hp, a petrolio] 13 ore 29'58" (distacco 5 ore 44'49") 26. (n 81) Dranet [Landry et Beyroux, 5,5 hp, a petrolio] 14 ore 20'03" (distacco 6 ore 34'54") 27. (n 9) Laumaillé Albert [Peugeot, 2,5 hp, a petrolio] 14 ore 29'07" (distacco 6 ore 43'58") 28. (n 63) Pansu [Benz, 5 hp, a petrolio] 18 ore 00'23" (distacco 10 ore 15'14") 29. (n 65) Dupré Neuvy N. [Landry et Beyroux, 5,5 hp, a petrolio] 18 ore 10'30" (distacco 10 ore 25'21") 30. (n 33) De Sallmard [Benz, 5 hp, a petrolio] 19 ore 29'29" (distacco 11 ore 44'20") 31. (n 75) Comiot Charles [Panhard & Levassor, 4 hp, a petrolio] 37 ore 49'08" (distacco 30 ore 03'59") | |
| Classifica per classi: - Classe I (veicoli a 4 ruote ad almeno 2 posti affiancati): 1º De Chasseloup Laubat (media km/h 30,957), 2º Lemaitre, 3º Prévost, 4º De Knyff, 5º Giraud, 6º Pary, 7º Gautier, 8º Peugeot, 9º Leveilley, 10º Bruninghaus, 11º Egrevi, 12º Cahen, 13º Peter, 14º Beauvais, 15º Sibilat, 16º Courtois, 17º Petrus, 18º Millaud, 19º Dranet, 20º Laumaillé, 21º Pansu, 22º Dupré Neuvy, 23º De Sallmard, 24º Comiot - Classe II (motocicli, ovvero veicoli a meno di quattro ruote): 1º Chesnay (media km/h 25,550), 2º Marcellin, 3º De Soulier, 4º Mouter, 5º Cabassus, 6º Rivierre, 7º Chauchard/Nicodemi | |
| Classifica prima tappa: 1. (n 73) De Chasseloup Laubat Gaston [De Dion-Bouton-Trepardoux,18 hp, break, a vapore] km 155,000 in quattro ore 47'14 », media km/h 32,377 2. (n 39) Prévost Georges [Panhard & Levassor, 8 hp, phaeton, a petrolio] 5 ore 12'11" 3. (n 21) Lemaitre Albert [Peugeot, 6 hp, a petrolio] 5 ore 12'17" 4. (n 51) Giraud Etienne [Panhard & Levassor, 4 hp, a petrolio] 5 ore 38'11" 5. (n 17) De Knyff René [Panhard & Levassor, 6 hp, a petrolio] 5 ore 43'00" 6. (n 1) Leveilley Théophile [Panhard & Levassor, 6 hp, a petrolio] 6 ore 02'11" 7. (n 7) Gautier Albert [Peugeot, 4 hp, a petrolio] 6 ore 06'24 8. (n 49) Peugeot Henry [Peugeot, 4 hp, vis-a-vis, a petrolio] 6 ore 09'15" 9. (n 22) Chesnay Emile [De Dion-Bouton, 1 hp, triciclo 1 posto, a petrolio] 6 ore 17'14" 10. (n 28) De Soulier [Léon Bollée, 3 hp, triciclo/tandem, a petrolio] 6 ore 19'18" 11. (n 12) Lafitte André [De Dion-Bouton, 1 hp, triciclo 1 posto, a petrolio] 6 ore 20'00" 12. (n 6) Cabassus Fernand [De Dion-Bouton, 1 hp, triciclo 1 posto, a petrolio] 6 ore 19'07" 13. (n 14) Marcellin J.A. [De Dion-Bouton, 1 hp, triciclo 1 posto, a petrolio] 6 ore 41'07" 14. (n 35) Bruninghaus [Panhard & Levassor, 6 hp, a petrolio] 6 ore 46'07" 15. (n 4) Rivierre Gaston [De Dion-Bouton, 1 hp, triciclo 1 posto, a petrolio] 7 ore 18'06" 16. (n 24) Mouter Pierre [De Dion-Bouton, 1,25 hp, triciclo 1 posto, a petrolio] 7 orer 21'08" 17. (n 25) Pary [De Dion-Bouton-Trepardoux, 15 hp, break, a vapore] 7 ore 24'00" 18. (n 79) Egrevi [Landry et Beyroux, 5,5 hp, a petrolio] 7 ore 28'20" 19. (n 43) Beauvais [Peugeot, 2,5 hp, a petrolio] 7 ore 38'15" 20. (n 44) Chauchard Paul/Nicodemi [De Dion-Bouton, 1 hp, triciclo/tandem 2 posti, a petrolio] 7 ore 42'15 " 21. (n 37) Cahen Marcel [Peugeot, 4 hp, vis-a-vis, a petrolio] 7 ore 43'35 " 22. (n 57) Peter Albert [Peugeot, 3,5 hp, a petrolio] 7 ore 44'21" 23. (n 41) Sibilat [Panhard & Levassor, 4 hp, a petrolio] 7 ore 50'30" 24. (n 3) Millaud Gaston [Peugeot, 4 hp, a petrolio] 7 ore 54'20" 25. (n 83) Courtois Daniel [Parisienne-Benz, 3 hp, a petrolio] 8 ore 05'23" 26. (n 81) Dranet [Landry et Beyroux, 5,5 hp, a petrolio] 8 ore 35'10" 27. (n 23) Petrus [Peugeot, 3,5 hp, a petrolio] 8 ore 36'23 " 28. (n 9) Laumaillé Albert [Peugeot, 2,5 hp, a petrolio] 8 ore 39'30" 29. (n 47) Thibault [Panhard & Levassor, a petrolio] 9 ore 36'07" 30. (n 45) Charron Fernand [Panhard & Levassor, a petrolio] 10 ore 20'00" 31. (n 63) Pansu [Benz, 5 hp, a petrolio] 11 ore 48'00" (a pari merito con il n 33) 32. (n 33) De Sallmard [Benz, 5 hp, a petrolio] 11 ore 48'00" (a pari merito con il n 63) 33. (n 65) Dupré Neuvy N. [Landry et Beyroux, 5,5 hp, a petrolio] 12 ore 10'55" 34. (n 75) Comiot Charles [Panhard & Levassor, 4 hp, a petrolio] tempo N.D. 35. (n 27) Michelin Edouard [Mors, 5 hp, a petrolio] tempo N.D. Ritirati - (n 10) Roussier E. [Marca N.D., triciclo 1 posto, a petrolio] per avaria di natura imprecisata - (n 26) Bussac [De Dion-Bouton, 1 hp, triciclo 1 posto, a petrolio] per incidente, risoltosi con la sola lacerazione degli abiti - (n 31) Vauquelin Julien [Peugeot, a petrolio] per causa imprecisata                                                         | |
| Classifica seconda tappa: 1. Pary, km 68,000 in 1 ora 50'45", media km/h 36,839 2. Lemaitre, 2 ore 02'15" 3. Chauchard/Nicodemi, 2 ore 12'25" 4. Mouter, 2 ore 13'15" 5. Prévost, 2 ore 18'01" 6. Chesnay, 2 ore 19'26" 7. De Chasseloup Laubat, 2 ore 20'00" 8. Marcellin, 2 ore 20'18" 9. De Knyff, 2 ore 25'54" 10. Bruninghaus, 2 ore 27'05" 11. Rivierre, 2 ore 31'35" 12. Cabassus, 2 ore 31'37" 13. De Soulier, 2 ore 33'32" 14. Gautier, 2 ore 35'11" 15. Giraud, 2 ore 35'45" 16. Peugeot, 2 ore 37'56" 17. Peter, 2 ore 56'05" 18. Cahen, 2 ore 59'41" 19. Egrevi, 3 ore 03'37" 20. Leveilley, 3 ore 03'45" 21. Beauvais, 3 ore 20'30" 22. Petrus, 3 ore 20'38" 23. Sibilat, 3 ore 32'10" 24. Courtois, 3 ore 39'18" 25. Millaud, 4 ore 03'12" 26. Laumaillé, 4 ore 21'18" 27. Dranet, 4 ore 22'55" 28. Pansu, 4 ore 38'35" 29. Dupré Neuvy, 4 ore 45'31" 30. De Sallmard, 5 ore 56'20" 31. Comiot, tempo N.D. Ritirati - (n 12) La fitte André [De Dion-Bouton, 1 hp, triciclo 1 posto, a petrolio] per incidente lungo la discesa de L'Esterel - (n 27) Michelin Edouard [Mors, 5 hp, a petrolio] per avaria di natura imprecisata - (n 45) Charron Fernand [Panhard & Levassor, a petrolio] per guasto allo sterzo - (n 47) Thibault [Panhard & Levassor, a petrolio] per incidente lungo la discesa de L'Esterel Al termine della seconda tappa, la classifica assoluta vede: 1º De Chasseloup Laubat, km 223,000 in sette ore 07'14", media km/h 31,317; 2º Lemaitre, 7 ore 14'32"; 3º Prévost, 7 ore 30'12"; 4º De Knyff, 5º Giraud, 6º Chesnay, 7º Gautier, 8º Peugeot, 9º De Soulier, 10º Babassus, 11º Marcellin, 12º Leveilley, 13º Bruninghaus, 14º Pary, 15º Mouter, 16º Rivierre, 17º Chauchard/Nicodemi, 18º Egrevi, 19º Peter, 20º Cahen, 21º Beuvais, 22º Sibilat, 23º Courtois, 24º Millaud, 25º Petrus, 26º Dranet, 27º Laumaillé, 28º Pansu, 29º Dupré Neuvy, 30º De Sallmard, 31º Comiot | |
| Classifica terza tappa (salita de "La Turbie"): 1. Pary, km 17,000 in 31'50", media km/h 32,041 2. De Chasseloup Laubat, 37'55" 3. Mouter, 39'08" 4. Marcellin, 39'28" 5. Chauchard/Nicodemi, 40'50" 6. Rivierre, 45'16" 7. Chesnay, 46'56" 8. Lemaitre, 52'55" 9. De Soulier, 55'28" 10. De Knyff, 56'20" 11. Prévost, 56'46" 12. Peugeot, 1 ora 01'31" 13. Leveilley, 1 ora 04'28" 14. Gautier, 1 ora 05'37" 15. Courtois, 1 ora 05'59" 16. Giraud, 1 ora 10'27" 17. Comiot, 1 ora 12'08" 18. Cahen, 1 ora 12'49" 19. Petrus, 1 ora 13'28" 20. Dupré Neuvy 1 ora 14'04" 21. Peter, 1 ora 18'32" 22. Egrevi, 1 ora 20'09" 23. Dranet, 1 ora 21'58" 24. Beauvais, 1 ora 26'10" 25. Bruninghaus, 1 ora 27'00" 26. Sibilat, 1 ora 27'19" 27. Launaillé, 1 ora 28'19" 28. Millaud, 1 ora 32'26" 29. Cabassus, 1 ora 32'31" 30. Pansu, 1 ora 33'48" 31. De Sallmard, 1 ora 45'09" | |

La culla dell'automobilismo continua ad essere la Francia, che anche in questo 1897 tiene a battesimo la prima manifestazione agonistica motoristica. L'interesse, davvero enorme, destato dalla grande corsa Parigi-Marsiglia-Parigi dell'autunno 1896 non si era ancora affievolito che già fervevano i preparativi per un'altra prova.
Preannunciata il 31 ottobre 1896, questa prima corsa per veicoli a motore del 1897 si disputa negli ultimi tre giorni di gennaio sulla Costa Azzurra. Considerato che a tutti i costi si voleva correre a gennaio, la scelta non poteva che cadere su questa zona rivierasca rinomata per la mitezza del clima.
L'organizzazione della gara, voluta soprattutto dal Barone Duquesne e da Albert Laumaillé, è affidata ad un Comitato presieduto dal Conte Albert De Dion e comprendente buona parte dello staff già dedicatosi alla Parigi-Marsiglia-Parigi. Anche se la denominazione per così dire ufficiale della corsa rimane quella originaria "Marsiglia-Nizza-Montecarlo", il percorso originariamente previsto (Marsiglia, Nizza, La Turbie, Montecarlo) all'ultimo momento viene accorciato: saggiamente, si decide di evitare che i concorrenti percorrano, magari a velocità folle, la discesa che da La Turbie si butta a precipizio su Montecarlo, e fissano il traguardo finale sulla sommità del colle.
Il programma definitivo della corsa, 240 chilometri in tutto, è questo: prima tappa venerdì 29 gennaio, lungo i 155 chilometri da Marsiglia a Fréjus, seconda tappa sabato 30 gennaio, da Frejus a Nizza (km 68) e terza tappa domenica 31 gennaio lungo la salita de La Turbie, di 17 chilometri. Interessante dunque rilevare come il percorso comprenda anche la dura scalata a La Turbie, un villaggio arroccato sulla montagna che sovrasta Montecarlo: si tratta di diciassette chilometri quasi tutti di sinuosa salita, impegnativo per uomini e (soprattutto) mezzi. Si tratta anche della prima "corsa in salita" della storia.
Il regolamento prevede due categorie di veicoli: auto e motocicli; nella prima sono compresi tutti i veicoli a quattro ruote e ad almeno due posti affiancati, nella seconda tutti indistintamente i motocicli (veicoli a meno di quattro ruote). La prova, aperta ai soli concorrenti-dilettanti, è conseguentemente interdetta ai veicoli che abbiano ottenuto un qualche premio nelle precedenti due grandi corse francesi (Parigi-Bordeaux-Parigi 1895 e Parigi-Marsiglia-Parigi 1896). Tra le molte clausole regolamentari (che ricalcano quelle, meticolose, predisposte per la Parigi-Marsiglia-Parigi 1896) da citare quelle che prevedono che ogni vettura debba essere occupata da almeno due persone (o dal solo pilota più 75 kg di zavorra), che tutti i veicoli premiati dovranno presenziare ad una Esposizione che si terrà a Nizza il 1 ed il 2 febbraio, che le vetture non dovranno recare alcuna scritta pubblicitaria, che i veicoli dovranno essere ricoverati - a fine tappa - nei parchi chiusi appositamente istituiti a Frejus ed a Nizza e, infine, che le eventuali riparazioni ai veicoli dovranno essere eseguite - tanto in corsa quanto durante le soste nei parchi chiusi - esclusivamente dal pilota e/o da coloro che occupano la vettura durante la gara. In questa gara, dunque, viene concessa la possibilità di intervenire sui mezzi meccanici tra il termine di una tappa e l'inizio della tappa successiva.
Le iscrizioni piovono numerose: alla fine saranno una ottantina, tra vetture e motocicli. Alcune delle macchine sono di nuovo modello ma, soprattutto, le potenze dei motori denunciano incrementi generalizzati. Al via da Piazza Castellane di Marsiglia si presentano 38 concorrenti (28 vetture a 4 ruote e 10 tricicli). Come ormai consuetudine, le marche rappresentate dal maggior numero di unità in gara sono tre: De Dion-Bouton, Panhard & Levassor e Peugeot. La De Dion-Bouton è presente con due grossi break a vapore e innumerevoli tricicli, il cui motore denuncia un sensibile incremento di cilindrata (da 172 a 198 cm³) e di potenza (da 0,75 hp ad 1 hp). Uno dei tricicli, portato in gara da Mouter, è ancora più potente (211 cm³, 1,25 hp). Le Panhard & Levassor alla partenza sono 9, con tre diverse gradazioni di potenza: due adottano un nuovo motore (2 cilindri, 1654 cm³) erogante 6 hp, raffreddato ad acqua, le altre i già noti motori da 4 e da 8 hp.
In leggera superiorità di forze numeriche rispetto alla Panhard & Levassor è la Peugeot, che conta a sua volta 10 macchine al via: la potenza dei loro motori varia dai 2,5 hp delle vetture di Beauvais e di Laumaillé ed arriva ai 6 hp della macchina di Lemaitre, che monta un nuovo bicilindrico di 2184 cm³. Naturalmente sono presenti anche unità di altre Case: 3 Landry et Beyroux da 5,5 hp (modello già apparso alla Parigi-Marsiglia-Parigi), Benz tedesche da 5 hp, 1 Parisienne da 3 hp, 1 degli ormai celebri tricicli/tandem Léon Bollée e, per finire, un nome nuovo, una Mors da 5 cavalli. Questa nuova Mors, uno dei primi prodotti della Marca francese "Società d'electricité et d'automobiles Mors" dell'ingegnere elettrotecnico Emile Mors e del fratello Louis, ha queste caratteristiche: motore (posteriore) a due cilindri orizzontali di 847 cm³ erogante 5 hp di potenza e dotato di valvole d'aspirazione automatiche ed accensione elettrica (magnete a bassa tensione), frizione metallica, telaio in acciaio, cambio a 3 rapporti, trasmissione a cinghie e catene.
La partenza della corsa, originariamente fissata per le sei del mattino, slitta di un'ora: malgrado l'ora antelucana, i veicoli radunati nella grande piazza vengono ben presto circondati - come ormai consuetudine in queste occasioni - da una folla numerosa, curiosa ma indisciplinata.
I piloti che si cimentano sono in gran parte amatori-dilettanti, anche se non mancano quelli che hanno alle spalle una certa esperienza: è il caso di Fernand Charron, del Conte Gaston De Chasseloup-Laubat, di Albert Laumaillé, dei fratelli André ed Edouard Michelin, di Pary.
Quasi tutte le macchine che scendono in gara si presentano prive di parafanghi, cuscini e di tutto quanto ritenuto superfluo per correre. Alle sette e un minuto prende il via il primo concorrente, che in base al sorteggio è Thibault (Panhard & Levassor n 47), seguito dagli altri, ad intervalli di un minuto. Non tutti riescono ad avviarsi regolarmente: Egrevi (Landry et Beyroux n 79) impiega ben 40 minuti per mettere in moto la macchina regolarmente. Anche Pansu (Benz n 63) ha dei problemi di avviamento, pur se meno vistosi. Alcune auto seguono la corsa "fuori classifica", e tra queste si fa notare la Panhard & Levassor, addobbata di mimose, di Émile Levassor, condotta dal barone Thénard. Appena ultimate le partenze, cominciano a giungere le prime notizie di incidenti e di guasti meccanici. Scendendo da Le Beausset, Fernand Charron ha un pauroso incidente che solo per miracolo si risolve senza tragiche conseguenze: una manovra forse troppo brusca in una difficile curva in discesa provoca una sbandata della macchina, la quale gira su sé stessa, scagliando il meccanico, tale Gougoltz, sul selciato. Charron, rimasto dentro la macchina, riporta soltanto qualche ferita alle braccia. Malgrado il gran tempo perso per riparare i danni prodotti dall'incidente, Charron riprende la gara e giunge a Frejus, traguardo di tappa, in giornata.
Bussac, uno degli intrepidi "triciclisti", è invece vittima di un incidente lungo la discesa di Ollioules, che si risolve, curiosamente, con la lacerazione degli abiti.
A Toulon, dopo 58 chilometri di corsa, è in testa il Conte Gaston De Chasseloup Laubat con il suo De Dion-Bouton a vapore: egli è ancora in prima posizione anche a Hyeres, seguito dalla Peugeot 6 hp di Albert Lemaitre e dalla Panhard & Levassor 4 hp di Etienne Giraud. A Cogolin, Georges Prévost, che dispone di una delle Panhard & Levassor più potenti (8 hp), conquista il secondo posto precedendo le Panhard & Levassor di René de Knyff (6 hp), e di Etienne Giraud (4 hp). È invece in difficoltà il secondo veicolo a vapore De Dion-Bouton, quello guidato da Pary, che sprofonda fino al 17º posto in classifica. Al traguardo d'arrivo di Frejus, ove ha termine la prima tappa, c'è molta animazione e l'eccitazione dei presenti sale non appena si profilano i primi arrivi. Primo a giungere, e vincitore di tappa, è il Conte De Chasseloup Laubat, che taglia il traguardo appena prima di mezzogiorno: tempo impiegato per coprire i 155 chilometri, 4 ore, 47 minuti e 14 secondi (media oraria 32,377 km/h). Ventitré minuti dopo arriva Lemaitre, autore di una bella corsa con la nuova Peugeot 6 hp: Lemaitre, che si classifica terzo, avrebbe potuto fare meglio se tre forature non lo avessero attardato. Anche Marcellin, 5º nella categoria "motocicli" e 13º assoluto, si lamenta per essere stato vittima di parecchie forature e per essere stato costretto a percorrere una trentina di chilometri sul cerchione. Prévost, secondo assoluto con una grossa e pesante Panhard & Levassor, confessa di aver investito ed ucciso due cani; Thibault, addirittura, pare abbia investito il suo meccanico, mentre Riviere, appena sceso dal suo triciclo, si accorge di aver perso per strada tutto il suo bagaglio. Gli arrivi si susseguono per tutto il pomeriggio e, anche se qualcuno arriva in serata, quasi tutti riescono a prendere parte al banchetto organizzato in onore dei concorrenti.
Al termine della prima tappa, la classifica vede dunque 1º De Chasseloup Laubat (De Dion-Bouton a vapore) in quattro ore 47'14", 2º Prévost (Panhard & Levassor 8 hp) a 24'57", 3º Lemaitre (Peugeot 6 hp) a 25'03", 4º Giraud (Panhard & Levassor 4 hp) a 50'57", 5º De Knyff (Panhard & Levassor 6 hp) a 55'46". Emile Chesnay, primo tra i motocicli col suo triciclo de Dion-Bouton, è al nono posto, staccato di 1 ora e mezza dal primo. Complessivamente si classificano 35 concorrenti: i ritiri risultano dunque poco numerosi, 3 in tutto. Al mattino del giorno dopo, sabato 30 gennaio, le partenze vengono date in base all'arrivo della prima frazione: primo ad avviarsi, alle 11 in punto, è così il De Dion a vapore del Conte De Chasseloup Laubat. Charron ottiene il permesso di ritardare la partenza, dovendosi far medicare le braccia: parte come un indiavolato ma, fatti pochi chilometri, lo sterzo della sua Panhard & Levassor si rompe e lo sfortunato Charron è costretto al ritiro. A Cannes, il De Dion-Bouton a vapore di Pary (un veicolo simile a quello del Conte De Chasseloup Laubat) raggiunge i primi, malgrado fosse partito al centro del gruppo. Molto arduo si rivela il passaggio dell'Esterels, con le sue curve secche, la strettezza della carreggiata e le forti pendenze: la Mors 5 hp n 27 guidata da Edouard Michelin, per esempio, ha un guasto che le impedisce di superare queste asperità ed è costretta a fare dietro-front e dirigersi a Fréjus. Altri ritiri da segnalare sono quelli di Thibault, finito contro un muro per dare strada al grosso De Dion-Bouton a vapore di Pary, piombatogli alle spalle a tutta velocità. Sara proprio Pary (che reca a bordo André Michelin) ad aggiudicarsi la tappa, mentre l'analogo veicolo del Conte De Chasseloup Laubat, attardato anche da noie al ponte posteriore, pur accusando un ritardo di circa mezz'ora, conserverà il primo posto nella classifica assoluta per somma di tempi. Evidentemente, in questa circostanza, il vapore sta prendendosi la sua rivincita su tutti i veicoli con motore endotermico.
Comunque, la classifica particolare di questa seconda frazione vede, dietro a Pary-Michelin, Lemaitre (Peugeot), Nicodemi-Chauchard (triciclo/tandem De Dion-Bouton), Mouter (triciclo De Dion-Bouton) e Prévost (Panhard & Levassor 8 hp). La classifica generale per somma dei tempi è invece questa: 1º De Chasseloup Laubat, 2º Lemaitre a 7'18", 3º Prévost a 22'58", 4º De Knyff a più di 1 ora dal primo.
La giornata conclusiva porta i concorrenti fino al villaggio di La Turbie. Il tempo, da discreto quale era stato nei due giorni precedenti, peggiora: particolarmente rigida è la temperatura (a La Turbie, i tetti delle case sono imbiancati di neve). Le difficoltà della scalata risiedono non soltanto nella ripidità delle salite ma anche nella lunghezza del tracciato (17 chilometri) e nella quantità impressionante di curve. Le migliori prestazioni vengono ancora una volta, sorprendentemente, dalle macchine a vapore: il più veloce è Pary che impiega soltanto 31'50" a completare l'intera salita: il secondo De Dion è più lento di circa 6 minuti, mentre alla prima delle auto a benzina (la Peugeot di Lemaitre) occorrono quasi 53 minuti. Molto onorevoli i tempi spiccati dai leggeri tricicli: in particolare Mouter e Marcellin riescono a rimanere sotto i 40 minuti. Le condizioni del tempo, però, rovinano un po' la giornata: il freddo intenso, infatti, induce tutti i concorrenti a riprendere immediatamente la marcia verso Montecarlo, anche se ad attenderli ci sarà una temperatura più mite ma una pioggia a dirotto. Un ultimo incidente si ha, a corsa ormai conclusa, a Montecarlo: Bruninghaus, a seguito della rottura dei freni della sua Panhard & Levassor nei pressi del Casinò, irrompe con la macchina nel Café de Paris arrestando la sua corsa contro un pilastro: né il pilota né la macchina riportano alcun danno.
La classifica finale generale assoluta vede dunque, alle spalle del vincitore Conte De Chasseloup Laubat e del suo grosso veicolo a vapore De Dion-Bouton, Lemaitre al 2º posto (Peugeot), Prévost (Panhard & Levassor) al 3º, De Knyff (Panhard & Levassor) al 4º, Chesnay (triciclo De Dion-Bouton) al 5º. Il secondo De Dion-Bouton a vapore, quello di Pary, riesce a conquistare l'8º posto.
Trionfo del vapore, dunque: un veicolo a vapore ha colto la vittoria assoluta, veicoli a vapore si sono aggiudicati tutte e tre le tappe, un veicolo a vapore (per la cronaca quello vittorioso del Conte De Chasseloup) ha raggiunto la massima velocità lungo il tratto pianeggiante di 5 chilometri tra Ollioules e Toulon, dove ha impiegato, secondo il responso dei cronometristi, meno di 6 minuti, realizzando una velocità media di circa 52 chilometri all'ora. Oltre alla riscossa della propulsione a vapore, all'ottima prova della Paugeot di Lemaitre e, in generale, delle Panhard & Levassor e dei tricicli De Dion-Bouton, questa corsa ha anche visto l'esordio - anche se non proprio fortunato - di una nuova vettura, la Mors. Da sottolineare infine che ben 16 concorrenti (quasi la metà, quindi, dei 38 partenti) ha adottato gli pneumatici Michelin: è l'ennesima dimostrazione di quanto ormai si stiano diffondendo.

### La prima sfida tra tricicli
Un nuovo modo di gareggiare, mediante una sorta di duello, un confronto diretto "testa a testa", viene inaugurato lunedì 1º marzo da due "triciclisti", Fernand Charron e Morin. Per l'originale sfida i due, di comune accordo, optano per il tragitto Parigi-Versailles e ritorno. All'andata, i due duellanti corrono pressoché appaiati, tanto che al traguardo di Versailles, Fernand Charron transita con appena duecento metri di vantaggio sul rivale. Nel tratto di ritorno, però, Charron allunga il passo mentre Morin perde sensibilmente terreno accusando un irregolare funzionamento del motore del suo triciclo: negli ultimi chilometri lo sfortunato contendente è addirittura costretto ad avanzare mediante la sola forza muscolare, avendo grippato il motore. Naturalmente il match va a Charron, che impiega, tra andare e tornare, 52 minuti: Morin giunge, comprensibilmente affaticato, 10 minuti dopo.

### Il primo Club automobilistico Italiano
Per iniziativa di un ristretto numero di appassionati e sostenitori dell'automobile - tra i quali vanno particolarmente menzionati per il loro dinamismo l'industriale Giuseppe Ricordi, il maestro di musica barone Alberto Franchetti, Francesco Belloni ed Oreste Gorla - si costituisce a Milano, il 16 marzo 1897, il primo sodalizio automobilistico italiano. Questo nuovo Club, denominato "Club Automobilisti Italiani", ovviamente si prefigge di contribuire alla diffusione del nuovo mezzo di locomozione, sia combattendo tutte le imposizioni delle autorità ritenute inutilmente punitive, sia incoraggiando tutti i tipi di manifestazioni automobilistiche, agonistiche e no.

### La Nice-Puget Théniers-Nice
| Nice-Pugét Theniers-Nice 1897 | |
| Codice | 00021.1897 |
| Nazione | Francia |
| Località | Nizza (Pont de Marignan)                                                                                                 |
| Data | sabato 3 aprile 1897 |
| Tipo gara | corsa di velocità su strada in due semi-tappe nella stessa giornata (la prima al mattino, la seconda nel pomeriggio)     |
| Percorso | Nizza(Pont de Marignan), St. Martin du Var, Pugét.Théniers, St. Martin du Var, Nice per complessivi km 120,000 circa (a) |
| Veicoli ammessi | veicoli (quadricicli, tricicli e bicicli muniti di motore e pedali ausiliari) di peso fino a 200 kg                      |
| Partiti | 9 (arrivati 6) |
| Classifica generale assoluta: 1. (n 1) Garin [De Dion-Bouton, 1 hp, triciclo 1 posto, a petrolio] 4 ore 13'30", media km/h 28,402(a) 2. (n N.D.) Nicodémi [De Dion-Bouton, 1 hp, triciclo 1 posto, a petrolio] 4 ore 24'02" 3. (n 2) Gondoin Charles [Marca N.D., triciclo 1 posto, a petrolio] 4 ore 26'58" 4. (n N.D.) D'Alphonso [Marca N.D., triciclo 1 posto, a petrolio] 4 ore 45'00" 5. (n N.D.) Clerissy Pierre [Marca N.D., triciclo 1 posto, a petrolio] tempo N.D. 6. (n 5) Laumaillé Albert [Marca N.D., triciclo 1 posto, a petrolio] tempo N.D. | |
| Ritiri e cause: - (n 7) Girard [Marca N.D., triciclo 1 posto, a petrolio] per causa imprecisata - (n 9) Fayard/Poupain [Marca N.D., triciclo/tandem 2 posti, a petrolio] probabilmente per uscita di strada - (n N.D.) Bollée Léon [Léon Bollée, 3 hp, triciclo/tandem, a petrolio] per causa imprecisata | |
| Note: (a)\| La lunghezza del percorso è approssimativa, al pari della media oraria | |

Il mese di aprile 1897 è piuttosto denso di manifestazioni motoristiche: sul suolo francese si disputano infatti ben tre corse su strada, tutte però caratterizzate dalla particolarità di essere riservate esclusivamente ai "motocicli" (quadricicli, tricicli o bicicli muniti di motore e pedali ausiliari) ed interdette invece ai veicoli di peso superiore ai 200 chilogrammi.
Si inizia sabato 3 aprile con una gara, indetta dal Nice Vélo Club, sui 60 chilometri che separano Puget-Théniers da Nizza, andata al mattino e ritorno al pomeriggio. Malgrado la giornata primaverile, soltanto 9 concorrenti si presentano sulla linea di partenza, al ponte di Marignan. Il via è dato, a due concorrenti per volta, a partire dalle 8 e 50: tra una coppia e l'altra l'intervallo è di soli 30". Questi i partenti: Nicodémi, Clérissy, Gondoin, Fayard e Poupain (triciclo/tandem), Laumaillé, D'Alphonso, Garin, Girard, Léon Bollée.
La prima frazione, da Nizza a Puget-Théniers, non riserva particolari emozioni: Garin è il più veloce mentre alle sue spalle si piazza, staccato di 9 minuti, Nicodémi che precede a sua volta nell'ordine Gondoin, Léon Bollée, Fayard e Poupain, D'Alphonso e gli altri. Dopo un pranzo festoso - cui partecipano concorrenti ed organizzatori - nel primo pomeriggio i motociclisti in gara si accingono a ripercorrere, in senso contrario, le strade calcate al mattino.
Non tutti riescono a portare a termine la corsa: tra i ritiri, da segnalare quello del duo Fayard/Poupain, causato da una uscita di strada in curva. Anche in questa seconda frazione Garin spicca il miglior tempo, precedendo Nicodémi e Gondoin, e si aggiudica definitivamente la corsa.

### Il 1° Criterium des motocycles
| I Criterium des motocycles 1897 | |
| Codice | 00022.1897 |
| Nazione | Francia |
| Località | Montgeron (Parigi) |
| Data | domenica 4 aprile 1897 |
| Tipo gara | corsa di velocità su strada (prova-record dei 100 chilometri su strada)                                                                           |
| Percorso | Montgeron, Lieusaint, Melun, Soignolles, Coubert, Ozoir La Ferriére, Coubert, Soignolles, Melun, Lieusauint, Montgeron per complessivi km 100,000 |
| Veicoli ammessi | veicoli a motore, ad 1 o più posti, di peso (a secco) fino a 200 kg                                                                               |
| Partiti | 14 (tutti a petrolio/benzina) |
| Arrivati | 10 (tutti a petrolio/benzina) |
| Non classificati | 1 (tutti a petrolio/benzina), fuori tempo massimo                                                                                                 |
| Classificati | 9 (tutti a petrolio/benzina) |
| Ritirati | 4 (tutti a petrolio/benzina) |
| Classifica generale assoluta: 1. (n 62) Viet [De Dion-Bouton, triciclo 1 posto, a petrolio] 3 ore 09'05"4/5, media 31,730 km/h 2. (n 7) Charron Fernand [De Dion-Bouton, triciclo 1 posto, a petrolio] 3 ore 09'06" (distacco 1/5 di secondo) 3. (n 8) Mouter Pierre [De Dion-Bouton, triciclo 1 posto, a petrolio] 3 ore 21'33"2/5 (distacco 12'27"3/5) 4. (n 5) Girardot Léonce/Rivierre Gaston [Marca N.D., biciclo/tandem 2 posti, a petrolio] 3 ore 22'05" (distacco 12'59"1/5) 5. (n N.D.) Feray [De Dion-Bouton, triciclo 1 posto, a petrolio] 3 ore 26'25"2/5 (distacco 17'19"3/5) 6. (n 40) Petri Louis [De Dion-Bouton, triciclo 1 posto, a petrolio] 3 ore 35'57"1/5 (distacco 26'51"2/5) 7. (n 16) Maboussin G. [De Dion-Bouton, triciclo 1 posto, a petrolio] 3 ore 45'15"1/5 (distacco 36'09"2/5) 8. (n N.D.) De Chasseloup Laubat Gaston [De Dion-Bouton, triciclo 1 posto, a petrolio] 3 ore 47'06"3/5 (distacco 38'00"4/5) 9. (n N.D.) Chesnay Emile [De Dion-Bouton, triciclo 1 posto, a petrolio] 3 ore 51'23"2/5 (distacco 42'17"3/5) | |
| Non classificati: - (n 60) Feron [De Dion-Bouton, triciclo 1 posto, a petrolio] 4 ore 37'00"- giunto fuori tempo massimo (fissato in quattro ore) | |
| Ritiri e cause: - (n 59) Clovis Bertrand [De Dion-Bouton, triciclo 1 posto, a petrolio] a Melun (dopo 24 km di corsa), per rottura pignone - (n 2) Houry [De Dion-Bouton, triciclo 1 posto, a petrolio] all'andata, tra Melun e Coubert, per causa imprecisata - (n 1) Thevin [De Dion-Bouton, triciclo 1 posto, a petrolio] al ritorno, tra Ozoir La.Ferriére e Coubert, per causa imprecisata - (n 32) Bouton [De Dion-Bouton, triciclo 1 posto, a petrolio] al ritorno, tra Melun e Lieusaint, per causa imprecisata | |
| Note: Miglior prestazione sulla distanza di 50 km: Charron Fernand [De Dion-Bouton, triciclo 1 posto, a petrolio] 1 ora 32'40" media 32,374 km/h | |

Decisamente più importante è il "1° Criterium des motocycles" preannunciato da Pierre Giffard del giornale Vélo sin dal 30 dicembre 1896 e indetto per domenica 4 aprile. Il percorso scelto - da Montgeron ad Ozoir La Ferriére e ritorno a Montgeron - misura esattamente 100 chilometri: questo "criterium" va dunque considerato come la prima prova per il conseguimento di record sui "cento chilometri su strada". Questi i 6 articoli più interessanti tratti dal regolamento della corsa:
- Art. 3: qualsiasi tipo di macchina, ad uno o più posti, sarà ammesso alla corsa purché azionato - anche ad intermittenza - da un motore meccanico e purché di peso a secco non superiore ai 200 chilogrammi. La dicitura "a secco" significa: senza conduttore, né combustibile, né acqua. A parte queste tre eccezioni, il motociclo dovrà essere pesato completo di tutti gli accessori.
- Art. 4: la corsa è aperta a chiunque vi si iscriva entro la mezzanotte del 25 marzo. Poiché nello spirito degli organizzatori essa è destinata più ai motociclisti che non ai motocicli, le iscrizioni vengono accettate a nome del conduttore e non del costruttore del mezzo meccanico.
- Art. 5: la partenza sarà data contemporaneamente a tutti i motociclisti, i quali si disporranno in file di tre (i primi iscritti in testa e via via gli altri).

Altri articoli del regolamento invitano i concorrenti a compiere almeno una volta il percorso prima della disputa della gara e ad usare la massima prudenza nell'attraversamento dei centri abitati: malgrado questa raccomandazione, viene anche stabilito in quattro ore il tempo massimo consentito per compiere l'intero percorso. Grazie alla capillare pubblicità fatta alla manifestazione, le iscrizioni raggiungono il bel numero di 85 e ciò fa naturalmente prevedere una partecipazione molto nutrita, sennonché una imprevista ondata di maltempo si abbatte sulla zona proprio nei giorni immediatamente precedenti, scoraggiando molti concorrenti.
Soltanto 23 si presentano a Montgeron e, tra questi, 9 non se la sentono di prendere il via, cosicché i partecipanti effettivi si riducono a 14. Domenica fortunatamente non piove, ma il cielo è grigio e, soprattutto, le strade sono in pessime condizioni. Alle 9 e 30, mezz'ora prima del via, i 14 "motociclisti" sono già riuniti a Montgeron, in prossimità della linea di partenza. Pierre Giffard e Paul Rousseau sono alle prese con le ultime incombenze organizzative, mentre il Conte De Dion fa notare con soddisfazione che soltanto i concorrenti che dispongono di tricicli di sua costruzione osano cimentarsi nella corsa: in effetti, 13 motocicli dei 14 che sono presenti sono di marca De Dion-Bouton, mentre il 14º è un biciclo/tandem con motore a petrolio di Girardot e Rivierre (giunto sul posto, tra l'ilarità dei presenti, su un carro trainato da cavalli). L'ora della partenza si avvicina. Giffard fa sistemare i 14 motocicli su 4 file di tre più una quinta fila, l'ultima, composta da 2 soli veicoli. Tra una fila e la successiva la distanza è di tre metri circa. Tre minuti dopo le dieci, al suono del fischietto che segnala il "via", il piccolo plotone si mette in marcia. Questi i nomi dei partenti: Thévin, Houry, Girardot, Charron, Mouter, Mauboussin, Bouton, Gaston De Chasseloup Laubat, Piétri, Chesnay, Faray, Clovis Bertrand, Féron e Viet. La battaglia per le prime posizioni è subito aspra e combattuta: sono soprattutto Charron e Mouter a lottare fianco a fianco in testa alla corsa. A Melun (24 km dal via) Charron precede Mouter di 30", a Coubert (15 chilometri dopo) i due passano affiancati, a metà percorso Charron ha un vantaggio di meno di un minuto sull'avversario. In terza posizione marcia intanto velocemente Faray, che però deve guardarsi le spalle da uno scatenatissimo Viet il quale, dopo un inizio in sordina sta rinvenendo fortissimo. A tre quarti di corsa, quando mancano all'arrivo solo 24 chilometri, Charron è primo, Mouter secondo a 2 minuti e mezzo, Viet - che ha superato Faray - è terzo a meno di 5 minuti. Negli ultimi venti chilometri, Viet sferra un attacco poderoso ai due che lo precedono e, dopo aver sorpassato con estrema facilità Mouter, si lancia all'inseguimento di Charron: quest'ultimo, anche perché costretto a fermarsi per qualche minuto per provvedere all'ingrassaggio del suo veicolo, viene raggiunto proprio in vista del traguardo.
A 50 metri dal traguardo, i due sono affiancati, poi però Charron ha una esitazione, perde qualche metro e non riesce più a recuperare il pur minimo svantaggio: Viet si aggiudica la corsa, Charron deve accontentarsi della piazza d'onore per un solo quinto di secondo. Terzo, molto più staccato, è Mouter. Feray, dopo un brillante inizio, si vede sopravanzare anche da Girardot e si deve accontentare della quinta posizione. Le migliori prestazioni ottenute sulle distanze di 50 e di 100 chilometri, sono rispettivamente ottenute da Charron (50 km in 1 ora 32'40", media 32,374 km/h) e da Viet (100 km in tre ore 09'40"4/5, media 31,729 km/h).

### La corsa al velodromo di Marsiglia
| Marsiglia: corsa al velodromo 1897 | |
| Codice | 00023.1897 |
| Nazione | Francia |
| Località | Marsiglia |
| Data | domenica 25 aprile 1897                                                                                              |
| Tipo gara | corsa di velocità su pista-velodromo, articolata in due serie eliminatorie ed 1 prova finale                         |
| Percorso | Ogni eliminatoria su km 2,100; la prova finale su km 2,100                                                           |
| Veicoli ammessi | motocicli; alla prova finale viene ammessa anche una vetturetta                                                      |
| Partiti | - N.D. il dato dei partenti nelle due eliminatorie - 3 (tutti a petrolio/benzina), nella prova finale; nessun ritiro |
| Classifica generale assoluta: 1. Marcellin J.A. [De Dion-Bouton, triciclo 1 posto, a petrolio], tempo N.D., media N.D. 2. Guillard [Marca N.D., vetturetta, a petrolio], tempo N.D., (distacco N.D.) 3. Roche [De Dion-Bouton, triciclo 1 posto, a petrolio], tempo N.D. (distacco N.D.) | |
| Classifica prima serie: 1. Roche [De Dion-Bouton, triciclo 1 posto, a petrolio] tempo N.D., media N.D. 2. Buisson [Marca N.D., motociclo imprecisato] tempo N.D. | |
| Classifica seconda serie: 1. Marcellin J.A. [De Dion-Bouton, triciclo 1 posto, a petrolio] tempo N.D., media N.D. 2. Ytier [Marca N.D., motociclo imprecisato] tempo N.D. | |

La terza manifestazione francese di questo aprile 1897 si svolge a Marsiglia. Si tratta di una interessante corsa per motocicli, articolata in due "serie" eliminatorie ed una prova "finale", che si disputa al velodromo del Prado, sotto gli occhi di un pubblico abbastanza numeroso e comunque assai festante. Nella prima "serie" si afferma Roche, nella seconda Marcellin. I due si affrontano nella "finale", alla quale partecipa anche una vetturetta, condotta da Guillard: benché a quest'ultima venga accordato un intero giro di pista di vantaggio, Marcellin riesce a recuperare l'handicap ed a vincere, impresa che non riesce a Roche, che si classifica terzo.

### La morte di Émile Levassor
Il 14 aprile 1897 l'intero mondo automobilistico apprende con sgomento la notizia della morte di Émile Levassor, sopravvenuta per le conseguenze del grave incidente di cui il grande pioniere francese era rimasto vittima durante la disputa della Parigi-Marsiglia-Parigi nel settembre 1896. Dopo l'incidente, Levassor, anziché riposarsi e cercare così di rimettersi in forze, riprendeva alacremente il lavoro finché le sue condizioni non si aggravavano al punto da indurlo, o meglio a costringerlo, a farsi curare: ma era evidentemente ormai troppo tardi.
Nato nel 1843 a Marolles-en-Hurefoix, a Levassor va riconosciuto il merito di aver fondato una delle prime fabbriche automobilistiche del mondo intero. Laureatosi appena ventenne, Emile entrava qualche anno dopo (nel 1872) nella società Périn-Panhard, costruttrice di macchinari per la lavorazione del legno. Scomparso Périn, la società assumeva la denominazione di Panhard & Levassor e, dal 1890 circa, prendeva ad occuparsi soprattutto della costruzione automobilistica.
Non vanno naturalmente dimenticati gli ottimi risultati ottenuti da Émile Levassor nelle sole tre corse alle quali ha potuto partecipare: 5º nella Parigi-Rouen 1894, 1º assoluto alla Parigi-Bordeaux-Parigi 1895 e primo in classifica, fino al momento dell'incidente, alla Parigi-Marsiglia-Parigi 1896.

### La corsa di Cleveland
| Cleveland, corsa su pista 1897 | |
| Codice | 00024.1897                                                                                                   |
| Nazione | Stati Uniti d'America                                                                                        |
| Località | Cleveland (Stato dell'Ohio)                                                                                  |
| Data | domenica 30 maggio 1897                                                                                      |
| Tipo gara | corsa di velocità su pista in terra battuta                                                                  |
| Percorso | Numero imprecisato di giri della pista in terra battuta di Glenville (Cleveland), lunga 1 miglio (1609,34 m) |
| Veicoli ammessi | qualsiasi mezzo con trazione non animale                                                                     |
| Classifica generale assoluta: 1. Winton Alexander [Winton, 10/12 hp, a petrolio] tempo N.D., media N.D. La vittoria assoluta di Winton è stimata, non accertata | |
| Giro più veloce: - Winton Alexander, in 1'48"-, media km/h 53,644                                                                                               | |

Nel giorno del «Memorial Day», il 30 maggio, la pista in terra battuta di Glenville a Cleveland (Ohio, Stati Uniti d'America) ospita una corsa automobilistica nella quale si mette in luce una nuova vettura americana, la Winton.
Condotta dal suo costruttore, Alexander Winton, la vettura riesce a compiere un giro di pista, pari ad un miglio, in 1'48" alla bella media di 53,644 chilometri all'ora. Winton, un ingegnere navale scozzese trasferitosi negli Stati Uniti una ventina di anni or sono, dopo aver fondato, proprio a Cleveland, una fabbrica di biciclette, è ora passato alla costruzione automobilistica: la vettura con la quale ha ottenuto la brillante prestazione velocistica è la sua prima creazione ed ha le seguenti caratteristiche: motore a due cilindri orizzontali, potenza 10-12 hp, peso circa 820 kg, 6 posti.

### Il raduno di Meulan
Il 31 maggio, a Meulan, si tiene la seconda edizione del Raduno organizzato dall'Automobile Club de France. Interessante la ripartizione delle 38 vetture partecipanti, che evidentemente rispecchia, a grandi linee, il grado di diffusione Casa per Casa. Questa l'originale "statistica": 18 Panhard & Levassor, 8 Peugeot, 6 De Dion-Bouton, 2 Delahaye, 2 Léon Bollée, 1 Georges Richard, 1 Mors.

### Un… fiasco inglese
In un fiasco completo si risolve il Concorso indetto dal giornale inglese "L'Engineer" per martedì 1º giugno: malgrado l'impegno degli organizzatori e la interessante formula del regolamento, il concorso non ha luogo per la eccessiva scarsità di partecipanti. Su 70 iscritti, solo 7 si presentano al Crystal palace di Londra dove era fissata la partenza. Di fronte ad una simile realtà, i Giudici preferiscono rinunciare a dar vita al concorso. Per la cronaca, il concorso avrebbe dovuto svolgersi dal Crystal Palace di Londra sino al Post-Office di Birmingham e ritorno. Ogni concorrente avrebbe dovuto percorrere l'itinerario ritenuto più conveniente mantenendo tuttavia una velocità media minima di 5 miglia (poco più di 8 km/h). La Giuria avrebbe dovuto comporre una graduatoria di merito tenendo conto di 10 fattori, ovvero:
1. la distanza percorsa senza dover rifornire e senza soste di altro genere;
2. la semplicità di manutenzione, la solidità e l'assenza di emanazione di odori sgradevoli;
3. la praticità e l'eleganza;
4. la sicurezza;
5. i tempi necessari per la messa in moto;
6. la velocità (in particolare quella in salita);
7. la facilità di sterzata;
8. il peso;
9. il prezzo;
10. l'esame generale.

### Gentil sesso alla ribalta: il campionato delle "chauffeuses" a Longchamp
| Championnat des chauffeuses 1897 | |
| Codice | 00025.1897 |
| Nazione | Francia |
| Località | Longchamp (Parigi) |
| Data | venerdì 11 giugno 1897 |
| Tipo gara | corsa di velocità riservata alle "dame", su pista ippica, articolata in tre serie eliminatorie ed 1 prova finale                   |
| Percorso | Ogni eliminatoria su km 3,500 (1 giro di pista); la finale su km 7,000 (due giri)                                                  |
| Veicoli ammessi | motocicli di peso fino a 200 kg |
| Partiti | - 8 (tutti a petrolio/benzina), nelle tre serie eliminatorie (complessivamente) - 3 (tutti a petrolio/benzina), nella prova finale |
| Arrivati | - 8 (tutti a petrolio/benzina), nelle tre serie eliminatorie (complessivamente) - 3 (tutti a petrolio/benzina), nella prova finale |
| Ritirati | nessuno, né nelle serie eliminatorie, né nella prova finale                                                                        |
| Priorità e curiosità: - Trattasi della prima corsa "motoristica" riservata al gentil sesso | |
| Classifica generale assoluta: 1. Lemoine Léa [De Dion-Bouton, triciclo 1 posto, a petrolio] 10'47"4/5, media 38,900 km/h 2. De Grandval L. [De Dion-Bouton, triciclo 1 posto, a petrolio] 11'30"- (distacco 42"1/5) 3. Bossu [De Dion-Bouton, triciclo 1 posto, a petrolio] 11'35"- (distacco 47"1/5) | |
| Giro più veloce: - Lemoine Léa, (2º giro) 5'03"3/5, media km/h 41,501 | |
| Classifica prima serie: 1. Lemoine Léa [De Dion-Bouton, triciclo 1 posto, a petrolio] 6'02"2/5, media 34,768 km/h 2. Jouanny Ellen [De Dion-Bouton, triciclo 1 posto, a petrolio] 6'16"- 3. Boié Jane [De Dion-Bouton, triciclo 1 posto, a petrolio] 6'43"-                                           | |
| Classifica seconda serie: 1. Bossu [De Dion-Bouton, triciclo 1 posto, a petrolio] 6'16"4/5, media 33,439 km/h 2. Doverne Germaine [De Dion-Bouton, triciclo 1 posto, a petrolio] 6'37"- 3. Darlile Hélène [De Dion-Bouton, triciclo 1 posto, a petrolio] 6'40"-                                       | |
| Classifica terza serie: 1. De Grandval L. [De Dion-Bouton, triciclo 1 posto, a petrolio] 6'13"4/5, media 33,707 km/h 2. Hellé [De Dion-Bouton, triciclo 1 posto, a petrolio] 6'28"- | |
| Ritiri: Nessun ritiro | |

Undici giugno 1897: un'altra data da ricordare negli annali del motorismo: nella mattinata di questo venerdì, viene disputato il 1º Championnat des chauffeuses, cioè la prima corsa al mondo riservata alle dame alla guida di veicoli a motore (nella fattispecie i tricicli muniti di motore a petrolio).
L'iniziativa è di Pierre La fitte del giornale "L'Echo de Paris", che inserisce questa originale prova motoristica femminile in un nutrito calendario comprendente anche altre manifestazioni ciclistiche per esponenti del gentil sesso: una corsa riservata alle attrici d'arte drammatica e liriche del teatro di Parigi, una corsa per bicicli/tandem aperta a tutte le praticanti del ciclismo non professionale, una sfilata di cicli e motocicli con addobbi floreali. Quale teatro delle manifestazioni è scelto l'ippodromo parigino di Longchamp.
La giornata quasi estiva favorisce l'afflusso di pubblico. Otto le ardite "guidatrici" che si presentano, tutte in sella agli ormai diffusissimi tricicli a motore De Dion-Bouton. Il programma prevede tre serie eliminatorie ed una prova finale disputata dalle tre concorrenti affermatesi nelle prime tre prove. La prima corsa vede il lizza Jane Boié, Léa Lemoine ed Ellen Jouanny. Non fatica ad affermarsi la Lemoine, che precede di quasi 15" la Jouanny e di oltre 40" Jane Boié, attardata per l'imperfetto funzionamento del suo triciclo. Altre tre concorrenti alla ribalta nella seconda corsa: Bossu, Hélène Darlile e Germaine Deverne. Sin dal via, prende la testa la signorina Bossu, che si avvantaggia progressivamente ed inesorabilmente sulle rivali, alle quali non rimane che battagliare tra loro per la piazza d'onore. Applauditissima dagli spettatori, eccitati dalla elevata velocità con cui taglia il traguardo, vince dunque la Bossu, con 22" di margine sulla Deverne e 26" sulla Darlile.
Meno entusiasmante la terza corsa, disputata da due sole concorrenti, la De Grandval e la Hellé: la prima conduce dal primo all'ultimo metro e vince con 15" di vantaggio. La finale è dunque aperta alla Lemoine, alla Bossu e alla Grandval. Visti i tempi ottenuti dalle tre contendenti nelle corse precedenti, i favori del pronostico sono tutti per Léa Lemoine, mentre più incerto appare l'esito della lotta per il posto d'onore. Effettivamente, l'andamento di questa "finale" rispetta le previsioni: vittoria schiacciante della Lemoine, mai impensierita dalle sue avversarie, le quali comunque lottano strenuamente tra loro sorpassandosi più volte vicendevolmente: alla fine prevale la De Grandval, che precede di una cinquantina di metri la Bossu.
Rimarchevole il tempo ottenuto dalla Lemoine al secondo giro: 5'03"3/5, media 41,501 km/h, che (ovviamente) rappresenta la velocità- record per le "dame motorizzate". Subito dopo la proclamazione ufficiale dei risultati, vengono assegnati i premi, che, un po' cavallerescamente, vengono assegnati a tutte le partecipanti. Eccone l'elenco: un braccialetto a Léa Lemoine, una bicicletta alla De Grandval, una medaglia d'argento alla Bossu, una medaglia ciascuna alla Jouanny ed alla Doverne, un orologio alla Boié, dodici bottiglie di champagne alla Hellé, un ventaglio alla Darlile.

### La I Coupe des motocycles
| I Coupe des motocycles 1897 | |
| Codice | 00026.1897 |
| Nazione | Francia |
| Località | Saint-Germain (Parigi) |
| Data | domenica 20 giugno 1897 |
| Tipo gara | corsa di velocità su circuito stradale |
| Percorso | tratto di km 10,000 (tra i cippi chilometrici 24 e 34 lungo la strada tra Saint-Germain ed Ecquevilly), andata e ritorno, da percorrersi 5 volte; in totale, quindi, 5 giri da km 20,000 cadauno, per un totale di km 100,000 |
| Veicoli ammessi | motocicli di peso (in ordine di marcia) fino a 200 kg |
| Partiti | 21 (tutti a petrolio/benzina) |
| Arrivati | 9 (tutti a petrolio/benzina) |
| Ritirati | 12 (tutti a petrolio/benzina |
| Priorità e curiosità: - Prima corsa a disputarsi su circuito stradale - Prima partecipazione femminile ad una corsa "normale" (cioè a prevalente partecipazione maschile e non riservata alle sole dame) - Primo regolamento che limita i rifornimenti di carburante - Prima gara cui partecipa un concorrente che si cela sotto uno pseudonimo | |
| Classifica generale assoluta: 1. (n 22) Bollée Léon [Léon Bollée, vetturetta 1 posto, a petrolio] 2 ore 46'47", media km/h 35,974 2. (n 11) Ganz De Fabrice [Wolfmuller, biciclo 1 posto, a petrolio] 3 ore 04'02" (distacco 17'15") 3. (n 24) De Soulier [Léon Bollée, vetturetta 1 posto, a petrolio] 3 ore 08'25" (distacco 21'38") 4. (n 23) Pellier René [Léon Bollée, 3 hp, vetturetta 2 posti, a petrolio] 3 ore 21'09" (distacco 34'22") 5. (n 28) Lemoine Léa [Clément-De Dion Bouton, triciclo 1 posto, a petrolio] 3 ore 31'48 " (distacco 45'01") 6. (n 31) -[Wolff]- [De Dion-Bouton, triciclo 1 posto, a petrolio] 3 ore 32'26" (distacco 45'39") 7. (n 13) Osmont Georges [De Dion-Bouton, triciclo 1 posto, a petrolio] 3 ore 34'18" (distacco 47'31") 8. (n 29) Guyenet [De Dion-Bouton, triciclo 1 posto, a petrolio] 3 ore 49'24" (distacco 1 ora 02'37") 9. (n 17) Duboc [Comiot-De Dion Bouton, triciclo 1 posto, a petrolio] 4 ore 01'22" (distacco 1 ora 14'35") | |
| Ritiri e cause: Al primo giro: - (n 7) Feray [De Dion Bouton, triciclo 1 posto, a petrolio] per causa imprecisata - (n 18) Journu Joseph [Clément-De Dion Bouton, triciclo 1 posto, a petrolio] per causa imprecisata Al secondo giro - (n 10) De Chasseloup Laubat Gaston [De Dion-Bouton, triciclo 1 posto, a petrolio] per grippaggio motore - (n 20) Deutsch Henry [Léon Bollée, vetturetta 2 posti, a petrolio] per causa imprecisata Al terzo giro - (n 19) Houry [De Dion-Bouton, triciclo 1 posto, a petrolio] per causa imprecisata Al quarto giro - (n 3) Girardot Lèonce [De Dion-Bouton, triciclo 1 posto, a petrolio] per causa imprecisata - (n 16) Comiot Charles [Comiot-De Dion Bouton, triciclo 1 posto, a petrolio] per causa imprecisata - (n 30) Balvay Ch. [De Dion-Bouton, triciclo 1 posto, a petrolio] per causa imprecisata - (n 34) Auger Georges [Clément-De Dion Bouton, triciclo 1 posto, a petrolio] per causa imprecisata Al quinto giro - (n 8) Viet [De Dion-Bouton, triciclo bimotore, 1 posto, a petrolio] per abbandono - (n 12) Bardin G. [De Dion-Bouton, triciclo 1 posto, a petrolio] per causa imprecisata - (n 33) Gras Ernest [Phebus, triciclo 1 posto, a petrolio] per causa imprecisata | |

Tormentata da qualche problema per la scelta del tracciato, domenica 23 giugno ha luogo la I Coupe des Motocycles, indetta ed organizzata da Paul Meyan, direttore del periodico "La France automobile". Inizialmente la corsa è prevista sui 12 chilometri di strada che separano Saint-Germain (Grille d'Hennemont) da Ecquevilly, da compiersi 4 volte (andata e ritorno) per un totale di 96 chilometri, ma successivamente gli organizzatori cercano, vanamente, di ottenere i permessi necessari per far disputare la corsa nei dintorni di Longchamp, località più accessibile al pubblico. Tre giorni prima della corsa si decide infine di accorciare il percorso originario da 12 a 10 chilometri: la gara viene dunque effettuata lungo i 10 chilometri compresi tra i cippi chilometrici 24 e 34 della strada tra Saint-Germain ed Ecquevilly, 5 volte, avanti e indietro. In questo modo la distanza complessiva sale a 100 chilometri, il che, oltretutto, consente al vincitore di battersi per eventualmente migliorare il "record" su tale distanza, appartenente a Viet a 31,730 chilometri di media oraria.
Da sottolineare come questa sia la prima corsa a disputarsi su di un circuito stradale. Il regolamento della gara, messo a punto da "La France automobile", prevede la partecipazione dei soli motocicli di peso fino a 200 kg in ordine di marcia (conduttore e passeggero esclusi), la partenza di tre concorrenti per volta (con intervallo di 20" tra un terzetto ed il terzetto successivo), il divieto di sorpasso nei cento metri che precedono le curve secche (tornanti) di ritorno, la facoltà di effettuare riparazioni durante la gara ed il divieto di rifornirsi di carburante più di una volta lungo il percorso. Il premio per il vincitore è costituito da un triciclo De Dion-Bouton nuovo fiammante ed una Coppa, la quale però diverrà di sua proprietà soltanto se riuscirà ad affermarsi due volte in questa corsa: di qui l'ovvia deduzione che la Coupe des motocycles avrà ulteriori edizioni. Le iscrizioni, che si chiudono tre giorni prima della gara, raggiungono il numero di 34, anche se poi, come di solito accade, i partecipanti effettivi si riducono a 21, una quantità discreta, dove però la quantità è soppiantata dalla qualità: tra i nomi al via, spiccano infatti quelli di Léon Bollée (celebre costruttore-conduttore già distintosi alla Londra-Brighton), del Conte Gaston De Chasseloup Laubat (vincitore della Marsiglia-Nizza-Montecarlo di gennaio e già esperto di corse), del Visconte De Soulier (3º nella categoria motocicli alla Marsiglia-Nizza-Montecarlo), di Leonce Girardot (4º nel Criterium des motocycles del 4 aprile) e di Viet (1º nella categoria motocicli alla Parigi-Marsiglia-Parigi 1896 e recente vincitore assoluto del Criterium des motocycles). Non manca neppure la presenza femminile, dal momento che al "via" si presenta anche la signorina Lea Lemoine, reduce dalla vittoria nel recentissimo Championnat des chauffeuses. E qui siamo di fronte ad un'altra "primizia": la prima partecipazione femminile ad una corsa motoristica (non riservata al gentil sesso com'è stato per il Championnat des chauffeuses), quindi con l'inevitabile confronto con i conduttori di sesso maschile.
La giornata non si presenta sotto buoni auspici meteorologici giacché già dal primo mattino prende a piovere: è una pioggia non torrenziale ma sufficiente a rendere il fondo stradale sdrucciolevole. Nella mezz'ora che precede il via (previsto alle 9) la zona del traguardo è, come sempre, animatissima: concorrenti che giungono per la punzonatura, pubblico che staziona curioso, organizzatori indaffarati, cronometristi che sincronizzano i loro delicati strumenti, concorrenti che fanno il pieno di carburante. Pochi minuti prima delle 9, i 21 concorrenti vengono fatti allineare, a file di tre, in base al numero progressivo d'iscrizione: unica eccezione il biciclo numero 11 che, per motivi di sicurezza, viene fatto partire in ultima posizione, da solo. Alle 9 il primo "via": partono Girardot, Feray e Viet. Trascorrono venti secondi e si avviano altri tre concorrenti, il Conte De Chasseloup Laubat, Bardin ed Osmont. Alle 9.00'40"è la volta di Comiot, Duboc e Journu. Alle 9 e 1 minuto, partono Houry, Deutsch e Léon Bollée, seguiti, dopo i soliti venti secondi, da Pellier, De Soulier e la signorina Lemoine. Ormai le partenze sono agli sgoccioli: alle 9.01'40" si avviano Guyenet, Balvay e "Wolff"; chiude, solitario, il biciclo di Ganz de Fabrice, che lascia la linea di partenza alle 9.02'20". Al termine del primo giro, in base ai tempi effettivi risultano in testa il Conte De Chasseloup Laubat (triciclo De Dion-Bouton) in 33'10", seguito dalla vetturetta Léon Bollée dello stesso Bollée (34'25"), dal triciclo De Dion-Bouton di Bardin (35'09") e dal triciclo a due motori De Dion-Bouton di Viet (35'28"). Addirittura stupefacente la prestazione della signorina Lea Lemoine che, col suo triciclo Clement-De Dion Bouton, occupa la nona posizione col niente affatto disprezzabile tempo di 39'42". Al 2º giro, la classifica ha qualche scossone, determinato dal ritiro del De Chasseloup Laubat che, forse per avere forzato eccessivamente già nelle fasi iniziali, accusa un irrimediabile grippaggio del motore. Nello stesso tempo Viet è vittima di una foratura che gli costa 20 minuti di ritardo perché - partito senza camera d'aria di scorta - deve provvedere da sé alla riparazione. Dopo 40 chilometri troviamo dunque in testa Léon Bollée in 1 ora 07'58", seguito dal sorprendente biciclo Wolfmuller in 1 ora 10'35", da Bardin (triciclo De Dion-Bouton) in 1 ora 10'46", da Girardot (triciclo Comiot-De Dion Bouton) in 1 ora 14'20", da Pellier (vetturetta Léon Bollée) in 1 ora 14'27", e dal Visconte De Soulier (vetturetta Bollée), che risale dal 12º al 6º posto. Il 3º giro registra la prodezza di Léon Bollée che fa segnare uno strepitoso 30'41" (vicinissimo ai 40 all'ora di media), prestazione destinata a rimanere - e di gran lunga - la migliore della giornata.
Resiste al secondo posto il biciclo, mentre Bardin, afflitto da noie meccaniche, scivola dal 3º al 7º posto. A questo punto la classifica dei primi è così delineata: 1º Léon Bollée (1 ora 38'39"), 2º Gans de Fabrice col biciclo Wolfmuller (1 ora 45'50"), 3º Pellier (1 ora 51'47"), 4º Girardot (1 ora 54'14"), 5º De Soulier (1 ora 58'13"). La quarta tornata è caratterizzata da un gran numero di ritiri: dopo quelli di Faray e Journu al 1º giro, di De Chasseloup Laubat e di Deutsch al giro seguente, di Houry al 3º giro, è ora la volta di Girardot, di Comiot, di Balvay e di Auger. Dopo 80 chilometri di corsa rimangono quindi in gara 12 concorrenti. Per il resto, da segnalare la gara sempre regolare di Lea Lemoine (al momento ottava) ed il sorpasso del Visconte De Soulier ai danni di Pellier. Pellier, peraltro, perde quasi un quarto d'ora per rimediare all'uscita dello pneumatico dal cerchione della ruota posteriore, inconveniente provocato dal sistema alquanto brusco (adottato da tutti coloro che dispongono delle vetturette Bollée) per affrontare le secche curve "di ritorno" (tornanti) alle estremità del tracciato e consistente, in sostanza, nel far derapare la ruota posteriore centrale frenando violentemente e sterzando contemporaneamente "con decisione" con le ruote anteriori (le prime sbandate controllate). Ad un giro dal termine, quindi ad appena 20 chilometri dalla conclusione della gara, abbiamo sempre Léon Bollée a condurre (2 ore 09'58"), il biciclo al secondo posto (a 15'21"), il Visconte De Soulier al terzo (a 22'21"), Pellier al quarto (a 31'34"), Bardin al 5º (a 35'54). L'ultimo giro non porta sostanziali mutamenti, se si eccettuano la entusiasmante rimonta della Lemoine (che segna il suo giro più veloce - 37'53" a 31,676 di media - e risale dal 10º al 5º posto) ed i ritiri di Viet (che abbandona, sfiduciato per il gran tempo perso al 2º giro), di Bardin e di Gras. La classifica finale è dunque: 1º Léon Bollée, 2º Ganz De Fabrice, 3º Visconte De Soulier, 4º Pellier, 5º Lea Lemoine, 6º "Wolff", 7º Osmont, 8º Guyenet, 9º ed ultimo Duboc.
I commenti alla corsa sono presto fatti: schiacciante superiorità delle vetturette Léon Bollée sui più leggeri tricicli, brillante ed inaspettato inserimento alla piazza d'onore del biciclo Wolfmuller ed indimenticabile performance della signorina Lemoine, quinta assoluta e - va sottolineato - prima al traguardo tra i concorrenti alla guida di normali tricicli. Chi avrebbe potuto attaccare la prima posizione di Léon Bollée? Forse il Conte De Chasseloup Laubat, grazie alla sua esperienza, se non fosse stato fermato anzitempo dal grippaggio del motore, forse Viet, se il suo triciclo-bimotore fosse stato più a punto e se non avesse sprecato 20 minuti per una imperdonabile dimenticanza… Ma, com'è noto, la storia non si fa né con i "se" né con i "ma". Léon Bollée ha percorso i 100 chilometri in due ore 46'47" alla media di km/h 35,974, una prestazione che rappresenta il nuovo record per motocicli su questa distanza (il record precedente apparteneva a Viet, con 3 ore 09'05"4/5, media 31,730 km/h ed il miglioramento è dunque percentualmente notevole). Un'ultima curiosità: per la prima volta, un concorrente si iscrive senza palesare le proprie generalità, sotto lo pseudonimo di "Wolff": conquisterà un tutto sommato modesto sesto posto, alle spalle della Lemoine.

### Corsa dell'inaugurazione del velodromo del Parco dei Principi, a Parigi
| Corsa al velodromo Parc des Princes di Parigi 1897 | |
| Codice | 00027.1897                                                                                          |
| Nazione | Francia                                                                                             |
| Località | Parigi, velodromo del Parc des Princes                                                              |
| Data | domenica 18 luglio 1897                                                                             |
| Tipo gara | corsa di velocità, su pista. Velodromo, articolata in tre serie eliminatorie ed 1 prova finale      |
| Percorso | tanto le eliminatorie quanto la prova finale si disputano su km 4,000 (6 giri di pista da 666,67 m) |
| Veicoli ammessi | motocicli monoposto, a 3 o 4 ruote, di peso fino a 200 kg                                           |
| Partiti | - 6, nelle tre serie eliminatorie (2 ritirati) - 2, nella prova finale                              |
| Classifica generale assoluta: 1. Lamberjack Emile [De Dion-Bouton, triciclo 1 posto, a petrolio] 6'20"2/5, media km/h 37,854 2. Fournier Henry [De Dion-Bouton, triciclo 1 posto, a petrolio] tempo N.D. (distacco N.D.) | |
| Giro più veloce della giornata: - Rivierre Gaston [biciclo con motore De Dion-Bouton, 1 posto, a petrolio] 57"3/5, media 40,839 km/h (nel corso della prima serie eliminatoria) Il Rivierre viene ammesso a disputare la prima serie eliminatoria - malgrado disponga di un biciclo (veicolo formalmente non ammesso dal regolamento) - data la scarsità di contendenti | |
| Classifica prima serie: 1. Rivierre Gaston [biciclo con motore De Dion-Bouton, 1 posto, a petrolio] 5'52"3/5, media 40,839 km/h 2. Diez Paul [Léon Bollée, vetturetta 1 posto, a petrolio] tempo N.D. (distacco N.D.) | |
| Classifica seconda serie: 1. Fournier Henry [De Dion-Bouton, triciclo 1 posto, a petrolio] tempo N.D., media N.D. Fournier è il solo concorrente a tagliare il traguardo Ritirati - Gougoltz [De Dion-Bouton, triciclo 1 posto, a petrolio] per incidente | |
| Classifica terza serie: 1. Lamberjack Emile [De Dion-Bouton, triciclo 1 posto, a petrolio] tempo N.D., media N.D. Lamberjack è il solo concorrente a tagliare il traguardo Ritirati - Piette [De Dion-Bouton, triciclo 1 posto, a petrolio] per avaria meccanica imprecisata                                                                                            | |

Il programma di domenica 18 luglio, giornata della inaugurazione del nuovo velodromo parigino del Parc des Princes, prevede - tra le altre - una manifestazione riservata ai motocicli, che tuttavia non riscuote l'interesse sperato ed il motivo va forse ricercato nel tipo stesso di corsa: a differenza delle corse su strada, dove anche chi dispone di un mezzo meno veloce ha talvolta la possibilità di ottenere un buon piazzamento contando su un insieme di fattori imprevedibili (guasti, tempi dei rifornimenti, lievi incidenti, ecc) queste corse su pista mostrano il loro limite proprio nelle scarse occasioni di lotta tra concorrenti.
Aperta a qualsiasi veicolo "monoposto" munito di tre o 4 ruote, di 1 o 2 motori (con o senza pedali ausiliari) e di peso fino a 200 kg, la manifestazione si articola su una serie di corse ad inseguimento (ciascuna con due soli partecipanti) ed una gara finale "in linea" da disputarsi tra i concorrenti affermatisi nelle varie manches.
Un oggetto d'arte (del valore di 1 000 franchi) è il premio in palio per il vincitore. Soltanto 6 i partenti: 4 tricicli De Dion-Bouton, 1 vetturetta Léon Bollée ed un biciclo (ammesso eccezionalmente… per far numero!).
Dato l'esiguo numero di concorrenti, le corse ad inseguimento sono soltanto tre, tutte sulla distanza di 6 giri di pista (666,67 m al giro) cioè 4 chilometri esatti. La prima corsa vede di fronte il biciclo (con motore De Dion-Bouton) di Rivierre e la vetturetta Bollée di Diez: nettissima la superiorità del biciclo, che raggiunge e supera Diez già al secondo giro. Ottimo, per Rivierre, il responso del cronometro: 5'52"3/5 (media 40,839 km/h) sui 4 chilometri e 57"3/5 (41,667 km/h) nel giro più veloce. Ancora meno entusiasmante la seconda corsa, cui partecipano i due tricicli De Dion-Bouton di Gougoltz e di Henry Fournier: Gougoltz è vittima di un lieve incidente nei primi metri, si ritira e lascia via libera a Fournier che copre i 6 giri a velocità moderata. Il copione si ripete nella terza corsa, disputata dai due tricicli De Dion-Bouton di Piette e Lamberjack, dove il ritiro del primo dei due, avvenuto dopo un solo giro per un guasto meccanico, lascia via libera al suo rivale.
Fuori gara il biciclo, la prova finale vede ancora in lizza due soli contendenti: Henry Fournier e Lamberjack. Ad un avvio più spedito di Fournier si contrappone la successiva rimonta di Lamberjack, che, giro dopo giro, avvicina l'avversario fino ad affiancarlo ed a precederlo al traguardo.

### La Parigi-Dieppe
| Parigi-Dieppe 1897 | |
| Codice | 00028.1897 |
| Nazione | Francia |
| Località | Saint-Germain (Parigi) |
| Data | sabato 24 luglio 1897 |
| Tipo gara | corsa di velocità su strada |
| Percorso | Saint-Germain, Conflans, Saint-Ouen L'Aumone, Enery, Herouville, Vallangoujard, Amblainville, Méru, Corbeil-Arf, Ressons L'Abbaye, Beauvais, Gournay, Forges-Les-Eaux, Les hayons, Les Grandes Ventes, Torcy, Arques-La-Bataille, Dieppe per complessivi km 171,000 |
| Veicoli ammessi | motocicli e vetture, ripartiti in quattro classi, e cioè - classe A: motocicli di peso fino a 200 kg (a secco) - classe B: vetture con 2 persone a bordo - classe C: vetture con 3 o 4 persone a bordo - classe D: vetture con 6 (o più) persone a bordo            |
| Partiti | 59 (58 a petrolio/benzina e 1 a vapore), di cui 24 motocicli (classe A) e 35 vetture (classi B, C, D) |
| Arrivati | 43 (42 a petrolio/benzina e 1 a vapore), di cui 14 motocicli (classe A) e 29 vetture (classi B, C, D) |
| Non classificati | 7 (a petrolio/benzina) giunti fuori tempo massimo (9 ore), tutte vetture (4 classe B, 3 classe C) |
| Classificati | 36 (35 a petrolio/benzina e 1 a vapore), di cui 14 motocicli (classe A) e 22 vetture (13 classe B, 7 classe C e 2 classe D) |
| Ritirati | 16 (tutti a petrolio/benzina), di cui 10 motocicli (classe A) e 6 vetture (classi B, C, D) |
| Classifica generale assoluta: 1. (n 45) Jamin Paul [Léon Bollée, 3 hp, vetturetta, a petrolio] 4 ore 13'33", media km/h 40,465 2. (n 40) De Dion Albert [De Dion-Bouton, 18/20 hp, break 4 posti, a vapore] 4 ore 19'34" (distacco 06'01") 3. (n 42) Hourgières Gilles [Panhard & Levassor, 6 hp, charrette 2 posti, a petrolio] 4 ore 36'00" (distacco 22'27") 4. (n 12) Charron Fernand [Panhard & Levassor, 6 hp, charrette 2 posti, a petrolio] 4 ore 38'31" (distacco 24'58") 5. (n 43) Pellier René [Léon Bollée, 3 hp, vetturetta, a petrolio] 4 ore 41'55" (distacco 28'22") 6. (n 37) Bertrand Clovis [Clément-De Dion Bouton, 1,25 hp, triciclo 1 posto, a petrolio] 4 ore 45'15" (distacco 31'42") 7. (n 29) Viet [De Dion-Bouton, 1,25 hp, triciclo 1 posto, a petrolio] 4 ore 45'34" (distacco 32'01") 8. (n 65) Giraud Etienne [Panhard & Levassor, 8 hp, wagonette 4 posti, a petrolio] 4 ore 48'09" (distacco 34'36") 9. (n 22) Prevost Georges [Panhard & Levassor, 6 hp, 2 posti, a petrolio] 4 ore 48'12" (distacco 34'39") 10. (n 27) Bardin G. [De Dion-Bouton, 1,25 hp, triciclo 1 posto, a petrolio] 4 ore 49'21" (distacco 35'48") 11. (n 25) Osmont Georges [De Dion-Bouton, 1,25 hp, triciclo 1 posto, a petrolio] 5 ore 04'56" (distacco 51'23") 12. (n 17) -[Maurice]- [De Dion-Bouton, 1,25 hp, triciclo 1 posto, a petrolio] 5 ore 11'31" (distacco 57'58") 13. (n 19) Teste Georges [De Dion-Bouton, 1,25 hp, triciclo 1 posto, a petrolio] 5 ore 11'56" (distacco 58'23") 14. (n 59) De Knyff René [Panhard & Levassor, 6 hp, charrette 2 posti, a petrolio] 5 ore 17'06" (distacco 1 ora 03'33") 15. (n 20) Bollée Amédée [Amédée Bollée, 6 hp, duc 2 posti, a petrolio] 5 ore 17'22" (distacco 1 ora 03'49") 16. (n 69) Girardot Léonce [Panhard & Levassor, 6 hp, 2 posti, a petrolio] 5 ore 18'53" (distacco 1 ora 05'20") 17. (n 49) Comiot Charles [Comiot-De Dion Bouton, 1,25 hp, triciclo 1 posto, a petrolio] 5 ore 25'36" (distacco 1 ora 12'03") 18. (n 46) Mors Emile [Mors, 5 hp, duc 2 posti, a petrolio] 5 ore 25'48" (distacco 1 ora 12'15") 19. (n 7) Pimaud [De Dion-Bouton, 1,25 hp, triciclo 1 posto, a petrolio] 5 ore 27'09" (distacco 1 ora 13'36") 20. (n 58) Lemaitre Albert [Peugeot, 6 hp, duc 2 posti, a petrolio] 5 ore 27'46" (distacco 1 ora 14'13") 21. (n 18) Archdeacon Ernest [Delahaye, 6 hp, 4 posti, a petrolio] 5 ore 41'15" (distacco 1 ora 27'42") 22. (n 15) De La Barre De Nanteuil [Léon Bollée, 3 hp, vetturetta, a petrolio] 5 ore 44'27" (distacco 1 ora 30'54") 23. (n 3) Diez Paul [Léon Bollée, 3 hp, vetturetta, a petrolio] 5 ore 49'44" (distacco 1 ora 36'11") 24. (n 52) Courtois Daniel [Delahaye, 6 hp, 6 posti, a petrolio] 5 ore 58'13" (distacco 1 ora 44'40") 25. (n 2) Buisson [Panhard & Levassor, 6 hp, 2 posti, a petrolio] 6 ore 03'11" (distacco 1 ora 49'38") 26. (n 47) Berthier [Léon Bollée, 3 hp, vetturetta, a petrolio] 6 ore 03'31" (distacco 1 ora 49'58") 27. (n 28) Leys Georges [Panhard & Levassor, 4 hp, 2 posti, a petrolio] 6 ore 22'11" (distacco 2 ore 08'38") 28. (n 26) Marcotte [Panhard & Levassor, 6 hp, 3 posti, a petrolio] 6 ore 24'50" (distacco 2ore 11'17") 29. (n 57) Doriot Auguste [Peugeot, 6 hp, 6 posti, a petrolio] 6 ore 26'53" (distacco 2ore 13'20") 30. (n 13) Regnier [De Dion-Bouton, 1,25 hp, triciclo 1 posto, a petrolio] 6ore 31'36" (distacco 2ore 18'03") 31. (n 53) Lemoine Raoul [Panhard & Levassor, 6 hp, 4 posti, a petrolio] 6 ore 34'12" (distacco 2 ore 20'39") 32. (n 6) Richard Max [Georges Richard, 4 hp, duc 2 posti, a petrolio] 7 ore 51'43" (distacco 3 ore 38'10") 33. (n 54) Diverge G. [Landry et Beyroux, 5,5 hp, 2 posti, a petrolio] 8 ore 38'34" (distacco 4ore 25'01") 34. (n 63) Mouter Pierre [Mors, 5 hp, 4 posti, a petrolio] 8 ore 40'19" (distacco 4 ore 26'46") 35. (n 55) Delmas A. [Panhard & Levassor, 4 hp, 2 posti, a petrolio] 8 ore 42'31" (distacco 4 ore 28'58") 36. (n 24) Viard Georges [Mors, 5 hp, 4 posti, a petrolio] 8 ore 52'56" (distacco 4 ore 39'23") | |
| Fuori tempo massimo: (n 36) Serin [Parisienne-Benz, 2,5 hp, duc 2 posti, a petrolio] tempo N.D. (n 62) Roch-Brault [Fisson-Benz, 4,5 hp, 2 posti, a petrolio] tempo N.D. (n 10) De Bertier Léon [Amédée Bollée, 6 hp, duc 2 posti, a petrolio] tempo N.D. (n 16) Stoffel Fernand [Georges Richard, 4 hp, 2 posti, a petrolio] tempo N.D. (n 32) Labouré Charles [Parisienne, 4,5 hp, 4 posti, a petrolio] tempo N.D. (n 56) Fisson [Fisson-Benz, 4,5 hp, 4 posti, a petrolio] tempo N.D. (n 38) Guyonnet [Parisienne, 4 posti, a petrolio] tempo N.D. | |
| Classifica per classe: - classe A: motocicli di peso fino a 200 kg (a secco): 1. Jamin (media 40,465 km/h) 2. Pellier 3. Bertrand 4. Viet 5. Bardin 6. Osmont 7. Maurice 8. Teste 9. Comiot 10. Pinaud 11. De La Barre De Nanteuil 12. Diez 13. Berthier 14. Regnier - classe B: vetture con 2 persone a bordo: 1. Hougières (media 37,173 km/h) 2. Charron 3. Prevost 4. De Knyff 5. Bollée A. 6. Girardot 7. Mors 8. Lemaitre 9. Buisson 10. Leys 11. Richard M. 12. Hiverge 13. Delmas Fuori tempo massimo: Serin, Roch-Brault, De Bertier, Stoffel - classe C: vetture con 3 o 4 persone a bordo: 1. De Dion (media 39,527 km/h) 2. Giraud 3. Archdeacon 4. Marcotte 5. Lemoine 6. Mouter 7. Viard Fuori tempo massimo: Labouré, Fisson, Guyonnet - classe D: vetture con 6 (o più) persone a bordo: 1. Courtois (media 28,641 km/h) 2. Doriot | |
| Principali ritiri e cause: - Brunesseaux [Mors, 5 hp, 2 posti, a petrolio] per causa imprecisata - Dalifol [Dalifol, 2 hp, quadriciclo, a petrolio] per causa imprecisata - Daunot Louis [Léon Bollée, 3 hp, vetturetta, a petrolio] per causa imprecisata - De Chasseloup Laubat Gaston [De Dion-Bouton, 1,25 hp, triciclo 1 posto, a petrolio] per grippaggio del motore (a 15 km dall'arrivo) - De Soulier [Léon Bollée, 3 hp, vetturetta, a petrolio] a seguito dello scoppio di uno pneumatico - Richard Georges [Georges Richard, 4 hp, buggy 2 posti, a petrolio] per noie all'accensione (a Forges-Les-Eaux) - Schmidt [Rupalley, 2 posti, a petrolio] per causa imprecisata - Tenting H. [Tenting, modello 1895, phaeton 4 posti, a petrolio] per causa imprecisata | |

Anche se di livello nettamente inferiore a quello delle gloriose Paris-Bordeaux-Paris 1895 e Parigi-Marsiglia-Parigi 1896, una delle corse più importanti di questo 1897 è senza dubbio la Paris-Dieppe.
Ideata dal consiglio municipale di Dieppe ed organizzata da un comitato presieduto dal Senatore Rouland e comprendente i signori Roger (Sindaco di Dieppe), Ballif, Henri Menier, il Barone De Zuylen ed il Conte De Dion, questa gara si corre sabato 24 luglio, lungo i 171 chilometri dell'itinerario che congiunge Dieppe a Parigi (Saint-Germain, Conflans, Beauvais, Gournay, Torcy, Dieppe).
Considerata la tutto sommato limitata lunghezza del percorso, non si hanno frazionamenti in più tappe. In gara sono ammessi veicoli di ogni tipo, ripartiti in quattro classi: motocicli (bicicli, tricicli e vetturette), vetture con due persone a bordo (sedute fianco a fianco), vetture con 3 o 4 persone a bordo (delle quali, almeno due sedute fianco a fianco) e, finalmente, vetture con almeno sei persone a bordo. Il regolamento predisposto per la gara non presenta novità, nel senso che le clausole sono quelle ormai consuete (divieto di recare scritte pubblicitarie, facoltà di effettuare riparazioni durante la corsa, ecc). Gli iscritti sono 70, i partecipanti effettivi 59, ripartiti in tre bicicli, 13 tricicli, 8 vetturette e 35 vetture complessivamente.
Grazie all'esperienza ormai maturata, l'organizzazione risulta quasi perfetta: gli abitanti delle località toccate dalla corsa vengono avvertiti in anticipo (anche mediante affissione di manifesti), punti di rifornimento carburante vengono istituiti a Saint-Germain, a Voisinlieu, a Gournay, a Forges Les Eaux e a Dieppe, mentre la ormai celebre Michelin installa (a Beauvais) un deposito di pneumatici e camere d'aria, per fornire un eccellente servizio ai clienti che avrebbe avuto, numerosi, in gara. Anche l'aspetto medico viene preso in considerazione, tanto è vero che a Torcy, in fondo ad una pericolosa discesa, gli organizzatori fanno installare una specie di "pronto soccorso" affidata ad un medico del luogo, per ogni eventuale disgraziata evenienza.
Alle 9 precise di sabato 24 luglio, in perfetto orario, iniziano le partenze. La giornata è bellissima, il sole già cocente. Molti dei piloti in gara sono nomi ormai famosi, e corrono sulle bocche degli appassionati ma anche della gente qualsiasi. È il caso di Archdeacon, di Amédée Bollée, di Charron, del Conte De Dion, di De Knyff, di Giraud, di Lemaitre, di Viet e di altri ancora. Tra i veicoli, il campo dei partenti non presenta grosse novità: poche Case nuove, numerose Panhard & Levassor (quasi tutte del recente modello 6 hp), molte vetturette Léon Bollée, molti tricicli De Dion-Bouton (il cui motore ormai eroga 1,25 hp), alcune Peugeot, Mors e Delahaye. Sono poi in gara anche veicoli delle Case Amédée Bollée, Fisson, Landry et Beyroux, Parisienne e Georges Richard. Quest'ultima è al suo debutto agonistico, con tre macchine a motore anteriore a 2 cilindri orizzontali da 4 hp.
È anche in gara un quadriciclo Dalifol, condotto dallo stesso costruttore, di cui però non sono note le caratteristiche. Stranamente, malgrado l'exploit della Marsiglia-Nizza-Montecarlo di gennaio, non si può dire abbondino i veicoli a vapore, visto che in gara c'è soltanto il De Dion-Bouton da 18/20 hp del Conte De Dion. Assenti totalmente i veicoli con motore elettrico, la parte del leone dovrebbe andare al motore endotermico. Ma veniamo alla cronaca della corsa. In testa si portano subito le piccole Léon Bollée: a Beauvais, il Visconte De Soulier è primo con 11 minuti di vantaggio sul compagno di marca, Jamin, mentre al terzo posto è la Amédée Bollée portata in gara dal costruttore, la quale però recupera brillantemente e, grazie anche al ritiro del De Soulier (dovuto allo scoppio di uno pneumatico) viene data per prima assoluta al controllo di Gournay. Ma la velocissima marcia di Amédée Bollée, che avrebbe potuto condurlo alla vittoria, si interrompe bruscamente ad Arques-La-Bataille, quando mancano appena 4 chilometri al traguardo: il motore ammutolisce, una valvola è fuori uso. Amédée Bollée ed il suo compagno di viaggio, il fratello Camille, scendono dalla macchina visibilmente e comprensibilmente amareggiati per assistere, un po' tristemente, al passaggio dei rivali più fortunati. I due fratelli possono così rendersi conto del considerevole vantaggio che avevano accumulato sugli avversari, dal momento che passano minuti e minuti senza che nessuno transiti. Le persone del pubblico presenti incitano l'equipaggio a tentare il tutto per tutto e spingere a braccia la vettura fino al traguardo: il consiglio viene accolto ed i fratelli Bollée, faticosamente, riescono a portare la vettura sino a Dieppe, classificandosi ancora al 15º posto della graduatoria generale, a poco più di 1 ora dal primo.
La vittoria va così a Jamin che taglia il traguardo alle 13 e 25 e rotti, e che risulta aver impiegato 4 ore, 13 minuti e 33 secondi per coprire i 171 chilometri del percorso, alla velocità media di km 40,465 all'ora. Ottimo secondo si piazza il Conte De Dion col suo sempre competitivo veicolo a vapore, staccato di soli 6 minuti, che si aggiudica la vittoria nella classe C, quella per le vetture a 3 o 4 posti. Terza e quarta sono due Panhard & Levassor 6 hp (Hourgières, primo delle vetture a due posti, e Charron) quinta ancora una vetturetta Léon Bollée (pilotata da Pellier) e sesto il primo dei tricicli De Dion-Bouton (condotto da Bertrand). Per la cronaca, la classe delle vetture a 6 o più posti, è appannaggio di Courtois con la Delahaye, con una mezz'ora di vantaggio sulla Peugeot di Doriot. Svoltasi senza gravi incidenti (soltanto il Conte Léon De Berthier ha avuto una collisione con un carro ma ha potuto proseguire, sia pure dopo una "laboriosa" riparazione della sua Amédée Bollée) la manifestazione è filata via liscia.
Non è mancato un curioso contrattempo, il ritardato arrivo a Dieppe del treno speciale noleggiato per trasportare da Parigi a Dieppe cronometristi, ufficiali di gara, parenti ed amici dei concorrenti. Il ritardo è stato notevole, al punto che i tempi dei primi dodici concorrenti giunti al traguardo finale sono stati rilevati dal giornalista Paul Meyan, che per fortuna aveva deciso di recarsi per proprio conto a Dieppe. La corsa ha comunque messo in evidenza le qualità delle Léon Bollée, ha riconfermato che occorre tener d'occhio i veloci veicoli a vapore De Dion-Bouton e poi, come sempre, ha dato modo alle Panhard & Levassor di dimostrare doti di affidabilità, regolarità e velocità. Ma la macchina che più di ogni altra ha piacevolmente sorpresa è stata la Amédée Bollée, che avrebbe potuto benissimo aggiudicarsi la corsa (lo avrebbe meritato) se la sfortuna non l'avesse bersagliata quando ormai Dieppe era dietro l'angolo. La Mors, dopo il timido e poco fortunato esordio alla Marsiglia-Nizza-Montecarlo, questa volta è scesa in campo con un maggior numero di vetture, ma le sue prestazioni non hanno assolutamente impressionato.

### Da Cleveland a New York
Benché l'Europa - e la Francia in particolare - continui a fare la parte del leone in campo automobilistico, anche dall'America cominciano a giungere con maggiore frequenza notizie di imprese notevoli compiute alla guida di veicoli a motore americani. È il caso di Alexander Winton, che già ha fatto parlare di sé nel mese di maggio per una brillante prestazione sulla pista in terra battuta di Glenville.
Stavolta Winton, sempre alla guida di una bicilindrica di sua realizzazione, ha compiuto il non certo agevole tragitto da Cleveland (Ohio) a New York in circa dieci giorni, dal 28 luglio al 7 agosto, per un tempo effettivo di guida di 78 ore e 43 minuti: un buon risultato, soprattutto considerando le precarie condizioni delle strade percorse.

### La fondazione dell'A.C. di Gran Bretagna
Il 10 agosto 1897 viene fondato a Londra, su iniziativa di Frederick R. Simms, l'Automobile Club of Great Britain and Ireland

### Un "denso" agosto francese

#### La Paris-Trouville
| Paris-Trouville 1897 | |
| Codice | 00029.1897 |
| Nazione | Francia |
| Località | Saint-Germain (Parigi) |
| Data | sabato 14 agosto 1897 |
| Tipo gara | corsa di velocità su strada |
| Percorso | Saint-Germain(Paris, Grille d'Hennemont), Ecquevilly, Flins, Mantes, Bonniéres, Pacy-sur-Eure, Evreux, Thibouville, Lieurey, Corneilles, Pont L'Eveque,Trouville(Pont de Deauville) per complessivi km 173,500 |
| Veicoli ammessi | motocicli, vetture e vetturette, ripartiti in due classi, e cioè - classe A: motocicli di peso fino a 200 kg (senza equipaggio e rifornimenti) - classe B: vetture ad almeno due posti affiancati ed occupati  |
| Partiti | Dato N.D. (è noto solo il numero degli iscritti, 32 della classe A e 32 della classe B) |
| Arrivati | 33 (32 a petrolio/benzina e 1 a vapore), di cui 17 motocicli (classe A) e 16 vetture (classe B) |
| Ritirati | Dato N.D. |
| Incidenti | Viet (triciclo De Dion-Bouton) si rovescia in una curva nei pressi di Thibouville, riportando ferite di una certa gravità                                                                                      |
| Classifica generale assoluta: 1. (n 56) Jamin Paul [Léon Bollée, 3 hp, vetturetta, a petrolio] 3 ore 48'56", media km/h 45,471 2. (n 1) Hourgières Gilles [Panhard & Levassor, 6 hp, charrette 2 posti, a petrolio] 4 ore 16'03" (distacco 27'07") 3. (n 9) Lemaitre Albert [Peugeot, 6 hp, duc 2 posti, a petrolio] 4 ore 17'40" (distacco 28'44") 4. (n 21) De Dion Albert [De Dion-Bouton, 18/20 hp, break 4 posti, a vapore] 4 ore 16'25" (distacco 37'29") 5. (n 60) Péan [Léon Bollée, 3 hp, vetturetta, a petrolio] 4 ore 26'59" (distacco 38'03") 6. (n 33) De Knyff René [Panhard & Levassor, 6 hp, charrette 2 posti, a petrolio] 4 ore 31'10" (distacco 42'14") 7. (n 23) Giraud Etienne [Panhard & Levassor, 8 hp, wagonette 4 posti, a petrolio] 4 ore 37'20" (distacco 48'24") 8. (n 10) Teste Georges [De Dion-Bouton, 1,25 hp, triciclo 1 posto, a petrolio] 4 ore 44'25" (distacco 55'29") 9. (n 64) Prieur [De Dion-Bouton, 1,25 hp, triciclo 1 posto, a petrolio] 4 ore 57'25" (distacco 1 ora 08'29") ex aequo con Monchan 10. (n 53) Monchan [Landry et Beyroux, 4 hp, duc 4 posti, a petrolio] 4 ore 57'25" (distacco 1ora 08'29") ex aequo con Prieur 11. (n 13) De Bertier Léon [Amédée Bollée, 6 hp, duc 2 posti, a petrolio] 4 ore 59'02" (distacco 1ora 10'06") 12. (n 43) Mors Emile [Mors, 5 hp, duc 2 posti, a petrolio] 5 ore 00'06" (distacco 1 ora 11'10") 13. n 28) Bertrand Clovis [Clément-De Dion Bouton, 1,25 hp, triciclo 1 posto, a petrolio] 5 ore 01'55" (distacco 1 ora 12'59") 14. (n 8) Bardin G. [De Dion-Bouton, 1,25 hp, triciclo 1 posto, a petroli] 5 ore 13'48" (distacco 1 ora 24'52") 15. (n 4) Pinaud [De Dion-Bouton, 1,25 hp, triciclo 1 posto, a petrolio] 5 ore 13'50" (distacco 1 ora 24'54") 16. (n 50) Lamberjack Emile [Comiot-De Dion Bouton, 1,25 hp, triciclo 1 posto, a petrolio] 5 ore 14'45" (distacco 1 ora 25'49") 17. (n 16) Osmont Georges [De Dion-Bouton, 1,25 hp, triciclo 1 posto, a petrolio] 5 ore 34'50" (distacco 1 ora 45'54") 18. (n 46) Chesnay Emile [De Dion-Bouton, 1,25 hp, triciclo 1 posto, a petrolio] 6 ore 02'20" (distacco 2 ore 13'24") 19. (n 22) Guyenet [De Dion-Bouton, 1,25 hp, triciclo 1 posto, a petrolio] 6ore 17'05" (distacco 2 ore 28'09") 20. (n 47) Michelin André [Mors, 5 hp, duc 2 posti, a petrolio] 6 ore 17'25" (distacco 2 ore 28'29") 21. (n 36) Thevin [De Dion-Bouton, 1,25 hp, triciclo 1 posto, a petrolio] 6 ore 40'45" (distacco 2 ore 51'49") 22. (n 25) Richard Georges [Georges Richard, 4 hp, duc 2 posti, a petrolio] 6 ore 57'35" (distacco 3 ore 08'39") 23. (n 7) Lowinski.Cauvin [Panhard & Levassor, 6 hp, break 6 posti] 7 ore 00'57" (distacco 3 ore 12'01") 24. (n 17) Charron Fernand [Panhard & Levassor, 6 hp, charrette 2 posti, a petrolio] 7 ore 15'06" (distacco 3 ore 26'19") 25. (n 26) Girardot Léonce [Léon Bollée, 3 hp, vetturetta, a petrolio] 7 ore 15'15" (distacco 3 ore 31'37") 26. (n 63) De Morlhon [Panahard & Levassor, 4 hp, charrette 2 posti, a petrolio] 7 ore 20'33" (distacco 3 ore 31'37") 27. (n 41) Cahen Marcel [Mors, 5 hp, duc 2 posti, a petrolio] 7 ore 31'45" (distacco 3 ore 42'49") 28. (n 44) Fournerie P. [De Dion-Bouton, 1,25 hp, triciclo 1 posto, a petrolio] 7 ore 34'40" (distacco 3 ore 45'44") 29. (n 32) Chenard E. [De Dion-Bouton, 1,25 hp, triciclo 1 posto, a petrolio] 7 ore 47'10" (distacco 3 ore 58'14") 30. (n 57) Courtaud [Gautier-Wehrlé, 4 hp, dog cart 4 posti, a petrolio] 7 ore 50'20" (distacco 4 ore 01'24") 31. (n 14) De Chasseloup Laubat Gaston [De Dion-Bouton, 1,25 hp, triciclo 1 posto, a petrolio] 7 ore 57'28" (distacco 4 ore 08'32") 32. (n 20) Lamy [De Dion-Bouton, 1,25 hp, triciclo a posto, a petrolio] 8 ore 02'50" (distacco 4 ore 13'54") 33. (n 3) Serin [Parisienne-benz, 2,5 hp, duc 2 posti, a petrolio] 8 ore 36'35" (distacco 4 ore 47'39") | |
| Classifica per classe: - classe A: motocicli di peso fino a 200 kg (senza equipaggio e rifornimenti): 1º Jamin (media km/h 45,471), 2º Pean, 3º Teste, 4º Prieur, 5º Bertrand, 6º Bardin, 7º Pinaud, 8º Lamberjack, 9º Osmont, 10º Chesnay, 11º Guyenet, 12º Thevin, 13º Girardot, 14º Fournerie, 15º Chenard, 16º De Chasseloup Laubat, 17º Lamy - classe B: vetture ad almeno due posti affiancati ed occupati: 1º Hourgières (media km/h 40,656), 2º Lemaitre, 3º De Dion, 4º De Knyff, 5º Giraud, 6º Monchan, 7º De Bertier, 8º Mors, 9º Michelin, 10º Richard, 11º Lowinski-Cauvin, 12º Charron. 13º De Morlhon, 14º Cahen, 15º Courtand, 16º Serin | |
| Principali ritiri e cause: - (n 12) Viet [De Dion-Bouton, 1,25 hp, triciclo 1 posto, a petrolio] per incidente (ribaltamento con ferite al pilota) a Thibouville | |

Appena terminata la Parigi-Dieppe, il Conte Bozon De Perigord annuncia un'altra corsa, da lui stesso organizzata, da Parigi a Trouville (173,500 km). La data fissata per la disputa è il 14 agosto, un sabato, in piena stagione balneare. Molti criticano questa scelta, temendo che la concomitanza con altri avvenimenti di rilievo (in primis le regate, previste nella stessa giornata) possa nuocere. Ma non sarà così, e il pubblico assisterà numeroso alla corsa, che prevede la partecipazione dei soliti motocicli di peso fino a 200 kg e delle autovetture, che devono disporre di almeno due posti affiancati ed occupati (il peso dei due occupanti dev'essere di almeno 140 kg). Una curiosità: ai primi vengono assegnati numeri pari, alle seconde i dispari. Gli iscritti raggiungono il bel numero di 64 veicoli, ma i partenti - come sempre - saranno molti di meno, anche se il dato rimarrà imprecisato. In lizza sono quasi tutti i nomi noti: Amédée Bollée, De Dion-Bouton, Georges Richard, Landry et beyroux, Léon Bollée, Mors, Panhard & Levassor e Peugeot tra le marche, Bardin, Bertrand, il Conte De Chasseloup Laubat, Girardot, Jamin, Osmont, Teste e Viet tra i cosiddetti "motociclisti" e Charron, il Conte De Dion, De Knyff, Giraud, Hourgières, Lemaitre ed André Michelin tra i piloti di vere e proprie vetture. L'andamento della gara è piuttosto lineare, senza grossi colpi di scena, anche se molti concorrenti spiccano tempi assai vicini e i distacchi sono molto contenuti: ciò non vale, comunque, per i primi due classificati, giacché il vincitore. Jamin con la vetturetta Léon Bollée, precede la Panhard & Levassor 6 hp di Gilles Hourgières di qualcosa come 27 minuti abbondanti.
La giornata registra un solo incidente, che però non è del tutto incruento: a La Rivière-Thibouville il triciclo di Viet affronta male una curva forse non segnalata a dovere, compie un giro su sé stesso (un "testa e coda" come diremmo un secolo dopo) e deve quindi abbandonare la corsa a causa delle ferite riportate, che comunque non sono gravi. La corsa è dunque vinta - o per meglio dire dominata - da Paul Jamin, il quale bissa il successo ottenuto alla Paris-Dieppe meno di un mese prima e segna il tempo di tre ore, 48 minuti e 56 secondi alla strabiliante media oraria di km 45,471. Secondo nella graduatoria generale ma primo tra le vetture, è Gilles Hourgières con la Panhard & Levassor 6 hp, terzo è Lemaitre (Peugeot 6 hp), quarto il Conte Albert De Dion con il suo veicolo a vapore da 18/20 hp, sempre in bella evidenza (e più veloce - 39,074 km/h di media - tra tutti coloro che disponevano di vetture a 4 posti occupati). Il più veloce tra i "tricicli" De Dion-Bouton è invece Teste, che si piazza all'8º posto e ottiene comunque una media non disprezzabile (36,601 km/h)

#### La Paris-Cabourg
| Paris-Cabourg 1897 |                                                                              |
| Codice | 00030.1897                                                                   |
| Nazione | Francia                                                                      |
| Località | Chatou (Parigi)                                                              |
| Data | domenica 22 agosto 1897                                                      |
| Tipo gara | corsa di velocità su strada                                                  |
| Percorso | Chatou (Parigi), Mantes, Évreux, Lisieux, Cabourg per complessivi km 210,000 |
| Veicoli ammessi | motocicli                                                                    |
| Partiti | 11                                                                           |
| Arrivati | 6 (1 squalificato)                                                           |
| Ritirati | 5 (tutti a petrolio/benzina)                                                 |
| Priorità e curiosità - Per la prima volta, la partenza viene data a tutti i concorrenti in gruppo, assieme (quindi contemporaneamente) |                                                                              |
| Classifica generale assoluta: 1. (n 11) Bardin G. [De Dion-Bouton, 1,25 hp, triciclo 1 posto, a petrolio] 6 ore 32'10", media km/h 32,129 2. (n 12) Comiot Charles [Comiot-De Dion Bouton, 1,25 hp, triciclo 1 posto, a petrolio] 7 ore 17'48" (distacco 45'38") 3. (n 19) Meyer [Marca N.D., triciclo 1 posto, a petrolio] tempo N.D. (distacco N.D.) 4. (n 15) Rouxel [Marca N.D., triciclo 1 posto, a petrolio] tempo N.D. (distacco N.D.) 5. (n 21) Guyenet [De Dion-Bouton, 1,25 hp, triciclo 1 posto, a petrolio] tempo N.D. (distacco N.D.) |                                                                              |
| Squalificati: - Il concorrente Bertrand Clovis (numero di gara 2, alla guida di un triciclo Clément-De Dion Bouton) raggiunge il traguardo di Cabourg in sei ore, 27 minuti e 5 secondi, realizzando pertanto la migliore prestazione assoluta, ma viene squalificato per aver "saltato" il controllo di Evreux. |                                                                              |
| Ritiri e cause: - (n 2) Rivierre Gaston [De Dion-Bouton, 1,25 hp, triciclo 1 posto, a petrolio] per avaria meccanica imprecisata (poco dopo Mantes) - (n 16) Fournier Henry [De Dion-Bouton, 1,25 hp, triciclo 1 posto, a petrolio] per causa imprecisata - (n 18) Gras Ernest [Phebus, triciclo 1 posto, a petrolio] per causa imprecisata - (n 20) Leys Georges [Marca N.D., triciclo 1 posto, a petrolio] per causa imprecisata - (n 24) Antony [De Dion-Bouton, 1,25 hp, triciclo 1 posto, a petrolio] per causa imprecisata                   |                                                                              |

Ancora una corsa riservata ai motocicli: organizzata dal giornale "Vélo", si corre il 22 agosto su 210 chilometri, da Chatou (Parigi) a Cabourg.
In questa occasione - ed è la prima volta che accade - tutti i veicoli in gara (esclusivamente tricicli) vengono avviati "in gruppo", tutti assieme. Naturalmente questo sistema comporta il notevole vantaggio di evitare confusioni di classifica e di rendere immediatamente comprensibile al pubblico l'andamento della gara, anche se il rovescio della medaglia è dato dal fatto che innegabilmente vengono moltiplicati i rischi di collisione, soprattutto nelle concitate fasi che seguono immediatamente il segnale di "via".
Scarse le adesioni alla corsa, vuoi per la concomitanza con la Lyon-Uriage-Lyon, vuoi per effetto della infelice decisione iniziale, poi rientrata, di riservare la manifestazione ai soli soci del Vélo Club des Tuileries. All'ultimo momento, nel tentativo di sollevare la situazione, gli organizzatori decidono di accettare anche concorrenti che non fossero soci, ma la situazione non migliora di molto, visto che alla fine alla partenza da Chatou si contano soltanto 11 tricicli (Antony, Bardin, Bertrand, Comiot, Fournier, Gras, Guyenet, Leys, Meyer, Rivierre e Rouxel). A Mantes i passaggi avvengono nell'ordine seguente: Bertrand in testa, a seguire Bardin, Leys, Meyer, Rouxel e gli altri. Rivierre, che poteva essere uno dei protagonisti, è subito costretto al ritiro per noie meccaniche. A Cabourg, i concorrenti sono attesi dai Giudici e da un discreto pubblico, che finalmente, dopo le piogge dei giorni precedenti,  può godersi un pomeriggio assolato. Primo a presentarsi al traguardo è Bertrand. Cinque minuti dopo è la volta di Bardin, al quale verrà poi assegnata la vittoria perché Bertrand verrà squalificato per aver "saltato" il controllo di Evreux, lungo il percorso. Alla spalle di Bardin, molto staccati, si piazzano Comiot, Meyer, Rouxel e Guyenet. La modesta la velocità media realizzata da Bardin (32,129 km/h) va imputata all'imperfetto stato del fondo stradale (a tratti ancora bagnato per via delle recenti piogge) e al forte vento contrario che ha rallentato la marcia di tutti i concorrenti.

#### La Lyon-Uriage-Lyon
| Lyon-Uriage-Lyon 1897 | |
| Codice | 00031.1897 |
| Nazione | Francia |
| Località | Lione |
| Data | domenica 22 e lunedì 23 agosto 1897 |
| Tipo gara | corsa di velocità su strada, in due tappe |
| Percorso | - prima tappa: Lione, Saint Laurent de Mure, Bourgoin, Ray, Tessieux, Chablons, La Bardine, Apprieu, Voiron, Grenoble, Giers, Uriage-Les-Bains, di km 120,000 - seconda tappa: Uriage-Les-Bains, Giers, Goncelin, Chambéry, Les Echelles, Pont de Beauvoisin, Morestel, Crémieu, Lione, di km 180,000 - percorso complessivo: km 300,000 |
| Veicoli ammessi | autovetture e motocicli (bicicli, tricicli, vetturette), ripartiti in due classi, e cioè - classe A: vetture - classe B: motocicli (bicicli, tricicli, vetturette) di peso fino a 200 kg |
| Partiti | 17 (tutti a petrolio/benzina), di cui 9 vetture (classe A) e 8 motocicli (classe B) |
| Arrivati | 9 (tutti a petrolio/benzina), di cui 5 vetture (classe A) e 4 motocicli (classe B) |
| Ritirati | 8 (tutti a petrolio/benzina), di cui 4 vetture (classe A) e 4 motocicli (classe B) |
| Classifica generale assoluta: 1. (n 6) Jacquemin [De Dion-Bouton, triciclo 1 posto, a petrolio] 10 ore 28'19", media km/h 28,647 2. (n 2) Gibert Ch. [De Dion-Bouton, triciclo 1 posto, a petrolio] 11 ore 02'12" (distacco 33'53") 3. (n 13) Giraud Etienne [Panhard & Levassor, 8 hp, wagonette 2 posti, a petrolio] 11 ore 08'23" (distacco 40'04") 4. (n 7) Schneider Théophile [Rochet Schneider, 5 hp, 2 posti, a petrolio] 11 ore 27'27" (distacco 59'08") 5. (n 5) Genin Maurice [Rochet Schneider, 5 hp, 2 posti, a petrolio] 11 ore 38'45" (distacco 1 ora 10'26") 6. (n 9) Rochet [Rochet Schneider, 5 hp, 2 posti, a petrolio] 11 ore 52'25" (distacco 1 ora 24'06") 7. (n 14) Serratge [Rochet Schneider-De Dion Bouton, triciclo 1 posto, a petrolio] 15 ore 57'04" (distacco 5 ore 28'45") 8. (n 17) Pansu [Benz, 5 hp, 2 posti, a petrolio] 18 ore 32'50" (distacco 8 ore 04'31") 9. (n 10) Mille [De Dion-Bouton, triciclo 1 posto, a petrolio] 21 ore 22'50" (distacco 10 ore 54'31") | |
| Classifica per classe: - classe A: vetture: 1º Giraud (media km/h 26,930), 2º Schneider, 3º Genin, 4º Rochet, 5º Pansu - classe B: motocicli (bicicli, tricicli, vetturette) di peso fino a 200 kg: 1º Jacquemin (media km/h 28,647), 2º Gibert, 3º serrate, 4º Mille | |
| Classifica prima tappa: 1. (n 2) Gibert Ch. [De Dion-Bouton, triciclo 1 posto, a petrolio] 3 ore 47'42", media km/h 31,620 2. (n 6) Jacquemin [De Dion-Bouton, triciclo 1 posto, a petrolio] 3 ore 54'50" 3. (n 9) Rochet [Rochet Schneider, 5 hp, 2 posti, a petrolio] 4 ore 23'05" 4. (n 7 Schneider Théophile [Rochet Schneider, 5 hp, 2 posti, a petrolio] 4 ore 31'45" 5. (n 5) Genin Maurice [Rochet Schneider, 5 hp, 2 posti, a petrolio] 4 ore 33'45" 6. (n 13) Giraud Etienne [Panhard & Levassor, 8 hp, wagonette 2 posti, a petrolio] 4 ore 36'42" 7. (n 14) Serratge [Rochet Schneider-De Dion Bouton, triciclo 1 posto, a petrolio] 5 ore 19'04" 8. (n 3) Marroc [Peugeot, 2 posti, a petrolio] 5 ore 39'45" Seguono altri 3 concorrenti - 2 vetture (Legrand, Pansu) e 1 motociclo (Mille) - per i quali è N.D. il tempo segnato e la posizione in classifica ottenuta | |
| Classifica seconda tappa: 1. (n 13) Giraud, 6 ore 31'41", media km/h 27,573 2. (n 6) Jacquemin, 6 ore 33'29" 3. (n 7) Schneider, 6 ore 55'42" 4. (n 5) Genin, 7 ore 05'00" 5. (n 2) Gibert, 7 ore 14'30" 6. (n 9) Rochet, 7 ore 29'20" 7. (n 14) Serratge, 10 ore 38'00" Seguono altri 2 concorrenti - 1 vettura (Pansu) e 1 motociclo (Mille) - per i quali è N.D. il tempo segnato e la posizione in classifica | |
| Ritiri e cause: Ritiri avvenuti nel corso della prima tappa: - (n 4) David [Léon Bollée, 3 hp, vetturetta, a petrolio] per causa imprecisata - (n 8) Chauveau Gustave [Léon Bollée, 3 hp, vetturetta, a petrolio] per causa imprecisata - (n 12) Guerin [Humber, triciclo 1 posto, a petrolio] per causa imprecisata - (n 1) Lara Bibal [Benz, 2 posti, a petrolio] per causa imprecisata - (n 16) Collomb [Wolfmuller, biciclo 1 posto, a petrolio] per causa imprecisata - (n 11) Dufresne [Beridot, 6 posti, a petrolio] per causa imprecisata Ritiri avvenuti nel corso della seconda tappa: - (n 3) Marroc [Peugeot, 2 posti, a petrolio] per causa imprecisata - (n 15) Legrand [Peugeot, 2 posti, a petrolio] per causa imprecisata | |

Nove vetture ed otto tra motocicli e vetturette scendono in gara nella Lyon-Uriage-Lyon, una corsa di 300 chilometri in due tappe indetta dal periodico Vie Francaise per domenica 22 e lunedì 23 agosto. Particolarmente accidentati appaiono i 120 km della prima tappa, che conducono i concorrenti da Lione ad Uriage attraverso Bourgoin e Grenoble, mentre la frazione conclusiva di ritorno, più lunga (180 km) ha un tracciato meno impegnativo.
Nonostante la stagione estiva ed il percorso interessante, i concorrenti scarseggiano, al pari del pubblico. Il primo "via" è dato alle 9 e 10 del mattino di domenica 22 da Lione, contemporaneamente ad una vettura (la Benz numero 1 di Lara Bibal) e ad un motociclo (il triciclo De Dion-Bouton di Gibert). Ogni 60" viene data la partenza ad una coppia di concorrenti (una vettura ed un motociclo). Dopo la Benz numero 1 ed il triciclo numero 2, prendono l'avvio, nell'ordine, Marroc (Peugeot) e David (vetturetta Léon Bollée), Genin (Rochet Schneider) e Jacquemin (triciclo De Dion-Bouton), Schneider (Rochet Schneider) e Chauveau (vetturetta Léon Bollée), Rochet (Rochet Schneider) e Mille (triciclo De Dion-Bouton), Dufresne (Beridot a 6 posti) e Guérin (triciclo Humber), Giraud (Panhard & Levassor) e Serratge (triciclo Rochet Schneider con motore De Dion-Bouton), Legrand (Peugeot) e Collomb (biciclo Wolfmuller).
Chiude le partenze, solitario, il numero 17, Pansu, con la sua Benz. Le difficoltà del percorso si fanno subito sentire: molti si ritirano, mentre quelli che riescono a raggiungere Uriage marcianmo ad andature piuttosto modeste. Grazie alla loro leggerezza ed alla possibilità dei loro piloti di aiutarsi con i pedali, i tricicli marciano più velocemente delle vetture. La classifica della prima tappa (Lione-Uriage) vede due tricicli in vetta alla classifica (1º Gibert, 2º Jacquemin), seguiti a distanza (una mezz'ora) dalla prima tra le vetture, che (un po' a sorpresa) è la Rochet Schneider di Rochet: alle spalle di Rochet troviamo le altre due vetture della stessa marca e la Panhard & Levassor di Giraud, che tuttavia sono accreditate di tempi non troppo distanti da quelli del Rochet, tanto da lasciare incerto l'esitom finale. Ciò che fa sensazione è la bella prestazione d'assieme delle Rochet Schneider, che stanno addirittura battendo la più blasonata Panhard & Levassor e le vetturette Bollée.
Dopo il pernottamento ad Uriage Les Bains, gli undici concorrenti ancora in grado di disputare la frazione conclusiva, si avviano, uno ogni minuto, nella prima mattinata di lunedì, sotto una pioggia battente. Questa seconda giornata segna la riscossa delle vetture, ed in particolare dell'unica Panhard & Levassor in gara (condotta da Giraud), che si aggiudica la tappa con largo margine su tutti gli avversari ma che ciononostante riesce a recuperare soltanto 3 posizioni, risalendo dal 6º al 3º posto. Gibert, il vincitore del giorno prima, rallenta l'andatura e di conseguenza la vittoria nella classifica generale assoluta va a Jacquemin, il quale, pur essendosi classificato al 2º posto in entrambe le tappe, in base alla somma dei tempi batte tutti gli avversari. La classifica finale è dunque: 1º Jacquemin, 2º Gibert, 3º Giraud, 4º Schneider.

### Timido risveglio italiano: una corsa sulle strade del Lago Maggiore
| Arona-Stresa-Arona 1897 | |
| Codice | 00032.1897 |
| Nazione | Italia |
| Località | Arona |
| Data | domenica 12 settembre 1897 |
| Tipo gara | corsa di velocità su strada |
| Percorso | Arona-Belgirate-Stresa-Belgirate-Arona, di km 35,000                                                                                                  |
| Veicoli ammessi | autovetture e motocicli (bicicli, tricicli, vetturette), ripartiti in tre classi, e cioè - classe A: vetture - classe B: tricicli - classe C: bicicli |
| Partiti | 10 (tutti a petrolio/benzina), di cui 4 vetture (classe A), 2 tricicli (classe B) e 4 bicicletti (classe C)                                           |
| Arrivati | 6 (tutti a petrolio/benzina), di cui 4 vetture (classe A) e 2 tricicli (classe B)                                                                     |
| Ritirati | 4 (tutti a petrolio/benzina), tutti bicicletti (classe C)                                                                                             |
| Classifica generale assoluta: 1. Cobianchi Giuseppe [Benz, vettura, a petrolio] 1 ora 34'00", media 22,340 km/h 2. Fraschini Oreste [Benz, vettura, a petrolio] 2 ore 04'00" (distacco 30'00") 3. Ricordi Massimo [De Dion-Bouton, triciclo 1 posto, a petrolio] 2 ore 05'00" (distacco 31'00") 4. Ricordi A. [De Dion-Bouton, triciclo 1 posto, a petrolio] 2 ore 06'00" (distacco 32'00") 5. Ricordi Giuseppe [Benz, vettura, a petrolio] 2 ore 12'00" (distacco 38'00") 6. Meda Paolo [Benz, vettura, a petrolio] 2 ore 13'00" (distacco 39'00")                                                                       | |
| Ritiri e cause: - Marchand Leone [Hildebrand-Wolfmuller, biciclo 1 posto, a petrolio] per causa imprecisata (ma quasi certamente a seguito di maltempo), a Stresa - Marchand Paolo [Hildebrand-Wolfmuller, biciclo 1 posto, a petrolio] per causa imprecisata (ma quasi certamente a seguito di maltempo), a Stresa - Laporte Emilio [Hildebrand-Wolfmuller, biciclo 1 posto, a petrolio] per causa imprecisata (ma quasi certamente a seguito di maltempo), a Belgirate - Lazzari A. [Hildebrand-Wolfmuller, biciclo 1 posto, a petrolio] per causa imprecisata (ma quasi certamente a seguito di maltempo), a Belgirate | |

Dopo oltre due anni di silenzio, le cronache motoristiche hanno finalmente modo di occuparsi di un avvenimento accaduto in Italia. Dopo la Torino-Asti-Torino del 1895, nessun'altra gara per veicoli a motore è stata più organizzata sul territorio italiano: la prolungata astinenza si interrompe domenica 12 settembre 1897, giorno per il quale il Club Automobilisti di Milano indice una corsa di 35 chilometri lungo le pessime strade che costeggiano il Lago Maggiore, da Arona a Stresa e ritorno.
Tra vetture, tricicli e bicicletti a motore, gli iscritti (che versano una tassa di iscrizione di 10 Lire se dispongono di vetture e di 5 Lire se dispongono di veicoli leggeri) assommano a 16. Alla partenza si presentano in 10: 4 vetture, 2 tricicli e 4 bicicletti. Lotta in famiglia sia nella categoria vetture (dove tutti dispongono di macchine di marca Benz) sia nella categoria tricicli (2 De Dion-Bouton), sia infine tra i bicicletti (tutti Hildebrand-Wolfmuller): venendo a mancare qualsiasi confronto tra veicoli di marche diverse, cade però uno dei punti cardine sui quali si regge (e si reggerà) lo sport automobilistico, e la contesa risulta certamente meno appassionante.
Poco dopo le dieci e mezza del mattino iniziano le partenze: prime ad avviarsi sono le vetture, seguite dai tricicli e dai bicicletti. Disdetta vuole che un violento temporale investa i concorrenti subito dopo la partenza… Tutti ovviamente ne risentono, ma sono soprattutto i "biciclisti" a soffrire di più, al punto che 2 di loro si fermano a Stresa, gli altri 2 a Belgirate, cosicché nessuno di loro taglia il traguardo finale. Bene o male, invece, sia le 4 Benz che i due tricicli De Dion-Bouton raggiungono Stresa e, dopo la prevista mezz'ora di sosta ristoratrice, riescono a tornare ad Arona. Alla fine, il miglior tempo risulta quello spiccato da Giuseppe Cobianchi, di Omegna, su vettura Benz: 1 ora e 34 minuti, pari ad una velocità media di 22,340 km/h. Seconda, ma staccata di una mezz'ora, un'altra Benz (condotta da Oreste Fraschini, altro nome destinato a incidere nella storia dell'automobile italiana), terzo il migliore dei tricicli, cavalcato da Massimo Ricordi. Benché poco esaltante sotto l'aspetto tecnico ed agonistico, questa manifestazione riscuote però un buon successo mondano.

### Le due corse minori in chiusura d'anno

#### La Montgeron-Ozoir La Ferriére-Montgeron
| Montgeron-Ozoir La Ferriére-Montgeron 1897 | |
| Codice | 00033.1897 |
| Nazione | Francia |
| Località | Montgeron |
| Data | domenica 19 settembre 1897 |
| Tipo gara | corsa di velocità su strada. La corsa si articola in due prove, l'una al mattino (riservata ai soci del Vélo Club des Tuileries) e l'altra al pomeriggio (per i soci della Società Velocipèdique Metropolitane), con classifica generale in base ai tempi segnati indifferentemente in una delle due prove. |
| Percorso | Montgeron, Lieusaint, Melun, Soignolles, Coubert, Ozoir-La-Ferriére, Coubert, Soignolles, Melun, Lieusaint, Montgeron, di km 100,000 |
| Veicoli ammessi | motocicli (bicicli, tricicli, vetturette) di peso fino a 200 kg |
| Partiti | dato N.D. |
| Arrivati | dato N.D. |
| Ritirati | dato N.D. |
| Classifica generale assoluta: 1. Girardot Leonce [Léon Bollée, 3 hp, vetturetta, a petrolio] 2 ore 44'37"1/5, media 36,447 km/h 2. Bertrand Clovis [Clément-De Dion Bouton, triciclo 1 posto, a petrolio] 3 ore 00'41" (distacco 16'03"4/5) 3. Bardin G. [De Dion-Bouton, 1,25 hp, triciclo 1 posto, a petrolio] 3 ore 17'09"1/5 (distacco 32'32") Posizioni dal 4º posto in poi: dato N.D. | |
| Ritiri e cause: Dato N.D. | |

La corsa per motocicli e vetturette indetta per domenica 19 settembre dal Vélo Club des Tuileries sul percorso Montgeron-Melun-Ozoir La Ferriére e ritorno attrae pochissimi concorrenti, anche per via delle condizioni meteorologiche che, per l'ennesima volta quest'anno, vengono a turbare una manifestazione motoristica.
In realtà le corse in programma sono due: oltre alla sopracitata prova del Vélo Club (che si svolge al mattino), poco dopo mezzogiorno è previsto il "via" per una seconda corsa indetta dalla Société Vélocipedique Metropolitane. È prevista una classifica generale finale che tiene conto, indifferentemente, dei tempi realizzati al mattino e di quelli pomeridiani. La corsa del mattino vede la vetturetta Léon Bollée di Leonce Girardot prevalere sul triciclo De Dion-Bouton di Bardin, staccato di oltre mezz'ora in quanto attardato da parecchie forature. Da notare che la prestazione del Girardot (100 chilometri percorsi in due ore 44 minuti e 37 secondi e 1/5) rappresenta il record assoluto su tale distanza, per qualsiasi tipo di veicolo.
Una curiosità: il record ciclistico su questo stesso percorso appartiene a Golier col tempo di due ore 57 minuti 41 secondi e 3/5. Quanto alla seconda gara il miglior tempo è segnato da Clovis Bertrand su triciclo Clément-De Dion Bouton (3 ore 00 minuti e 14 secondi). La graduatoria generale è questa: 1º Girardot, 2º Bertrand, 3º Bardin.

#### La Carcassonne-Béziers
| Carcassonne-Béziers 1897 | |
| Codice | 00034.1897 |
| Nazione | Francia |
| Località | Carcassonne |
| Data | domenica 17 ottobre 1897 |
| Tipo gara | corsa di velocità su strada. |
| Percorso | Carcassonne, Narbonne, Béziers, di km 83,000 circa (a) |
| Veicoli ammessi | motocicli e vetture, ripartiti in due classi, e cioè - classe A: motocicli (bicicli, tricicli, vetturette) di peso fino a 200 kg - classe B: vetture (ad almeno due posti affiancati) |
| Partiti | dato N.D. |
| Arrivati | dato N.D. |
| Ritirati | dato N.D. |
| Classifica generale assoluta: 1. Cassabel [De Dion-Bouton, triciclo 1 posto, a petrolio] 2 ore 45'00" circa (a), media 30,181 km/h (b) 2. Plancard [Panhard & Levassor, 6 hp, a petrolio] 3 ore 00'00" circa (a) (distacco: N.D.) 3. Soulet A. [Peugeot, vettura, a petrolio] tempo N.D. (distacco N.D.) 4. Becq [Peugeot, vettura, a petrolio] tempo N.D. (distacco N.D.) 5. Roucairos [Léon Bollée, vetturetta, a petrolio] tempo N.D. (distacco N.D.) 6. Mignon [Marca N.D., modello N.D.] tempo N.D. (distacco N.D.) Posizioni (eventuali) dal 7º posto in poi: dato N.D. | |
| Classifica di classe: - Classe A (motocicli di peso fino a 200 kg) 1º Cassabel (media 30,181 km/h (b)), 2º Roucairos Posizioni (eventuali) dal 3º posto in poi: dato N.D. - Classe B (vetture ad almeno due posti affiancati) 1º Plancard (media 27,666 km/h (b)), 2º Soulet, 3º Becq Posizioni (eventuali) dal 4º posto in poi: dato N.D. | |
| Ritiri e cause: dato N.D. | |
| Note: (a): Lunghezza del percorso e tempi sono approssimativi (b): poiché lunghezza del percorso e tempi di percorrenza sono approssimativi, il valore della media (dedotto aritmeticamente) è a sua volta approssimativo | |

Chiude un po' anticipatamente la stagione sportiva 1897 una corsa di secondaria importanza indetta da Les Chauffeurs du Midi, un Club costituitosi a Tolosa nella scorsa primavera. Aperta a veicoli (vetture e motocicli) portati in gara dai proprietari, la corsa è prevista per il 30 agosto sul tratto Carcassonne-Perpignan: i sopralluoghi rivelano l'inadeguatezza di queste strade, e gli organizzatori rimandano la manifestazione di oltre un mese e mezzo esaminando nel frattempo percorsi alternativi.
La scelta cade infine sugli 83 chilometri del tratto Carcassonne-Narbonne-Béziers. La gara ha luogo il 17 ottobre (domenica) ed ha un andamento fiacco e non è troppo esaltante: la vittoria va al triciclo De Dion-Bouton di Cassabel, davanti alla Panhard & Levassor di Plancard, alle Peugeot di Soulet e di Pecq ed alla vetturetta Léon Bollée di Roucairos.

### Sorge il primo Automobile Club tedesco
Trenta settembre 1897: la Germania vede il formarsi del primo "Club" automobilistico, in quel di Berlino. Tra i promotori del Club (la cui denominazione ufficiale è "Mitteleuropaische Motorwagen-verein") fanno spicco i nomi di Karl Benz, Gottlieb Daimler, Rudolph Diesel, Ferdinand Graf von Zeppelin e di Frederick R. Simms di Londra (il "fondatore" dell'Automobile Club of Great Britain and Ireland, sorto da meno di due mesi)

### Volumi
Vedi Storia dell'automobilismo e, in aggiunta:
- Emanuele Alberto Carli, Settant'anni di gare automobilistiche in Italia, Roma [I], L.E.A. (L'Editrice dell'Automobile), 1967.
- Jean-Marie Leliévre e Jean-Robert Dulier, Conquete de la vitesse 1895-1900, Paris [F], Editions Automobiles Paul Couty, 1969.